# Romain (Doubs)
Pour les articles homonymes, voir Romain.
 (septembre 2018).
Romain est une commune française située dans le département du Doubs, la région culturelle et historique de Franche-Comté et la région administrative Bourgogne-Franche-Comté.

## Géographie

### Localisation
Romain se trouve dans le nord du département du Doubs, entre les villes de Baume-les-Dames et de Rougemont.
La commune se situe entre deux vallées, Doubs et Ognon et entre deux milieux, forêt et prairie.
Elle s’étire sur une côte accusée puis sur une pente qui vient mourir doucement dans le val de Montmartin.
Le plateau rocheux qui la surplombe lui a valu d’être renommée Romain la Roche par vote du conseil municipal en 1918. Cette décision visait à éviter les confusions avec les localités homonymes et notamment Romain dans le département du Jura.
Le parcours adopté par la route départementale en 1985, partage le territoire de la commune entre le village et une partie non bâtie :
la côte constituée de bois, vergers, et friches se singularise par un très riche patrimoine naturel, archéologique et géologique.
Le village rebâti en contrebas après les guerres du XVe siècle, était conforté sur ses pentes par des murs de pierre sèche dont il subsiste quelques traces.

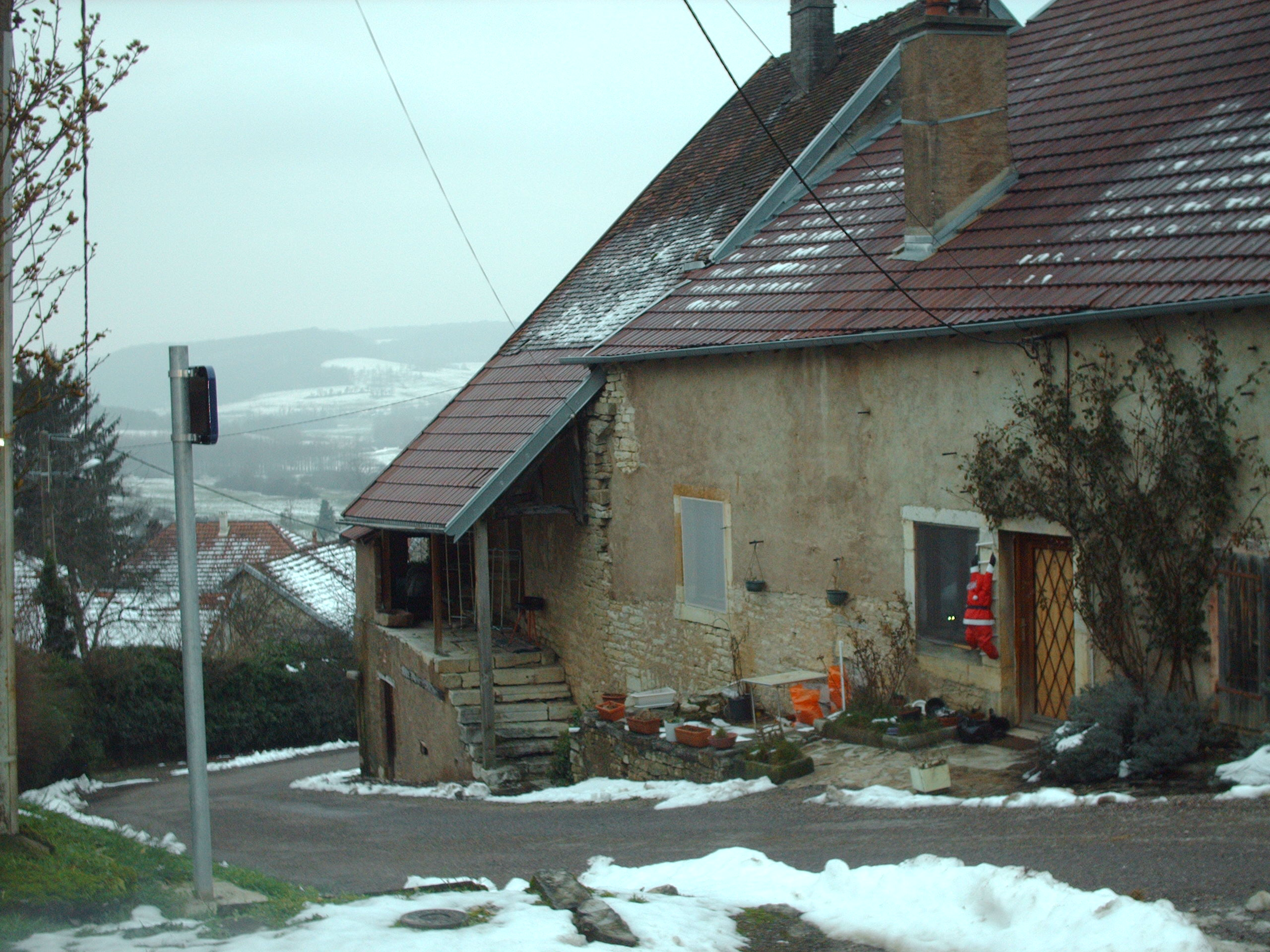
L'axe ancien depuis la roche vers la vallée.
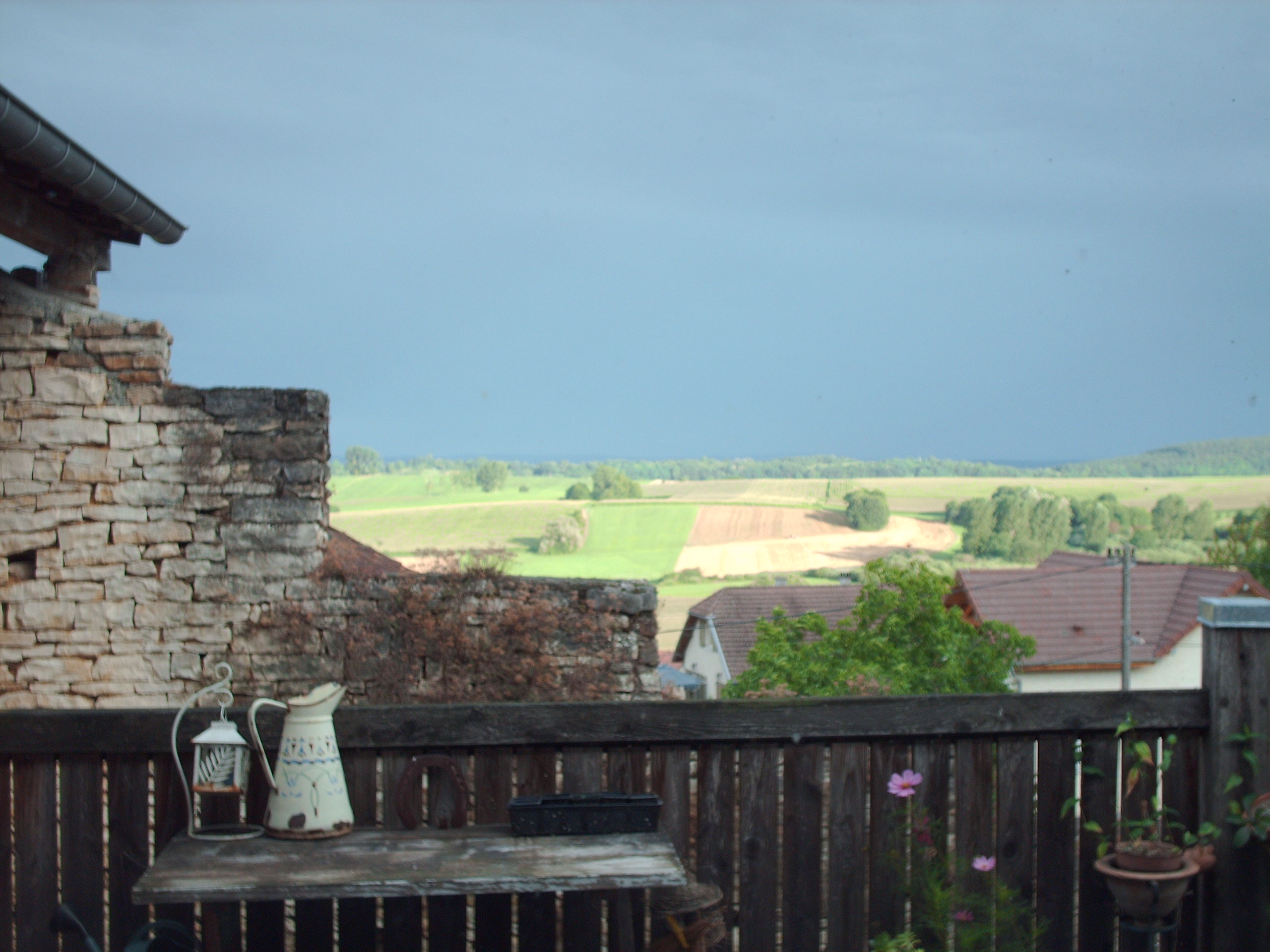
la vallée en été sous une lumière d'orage.
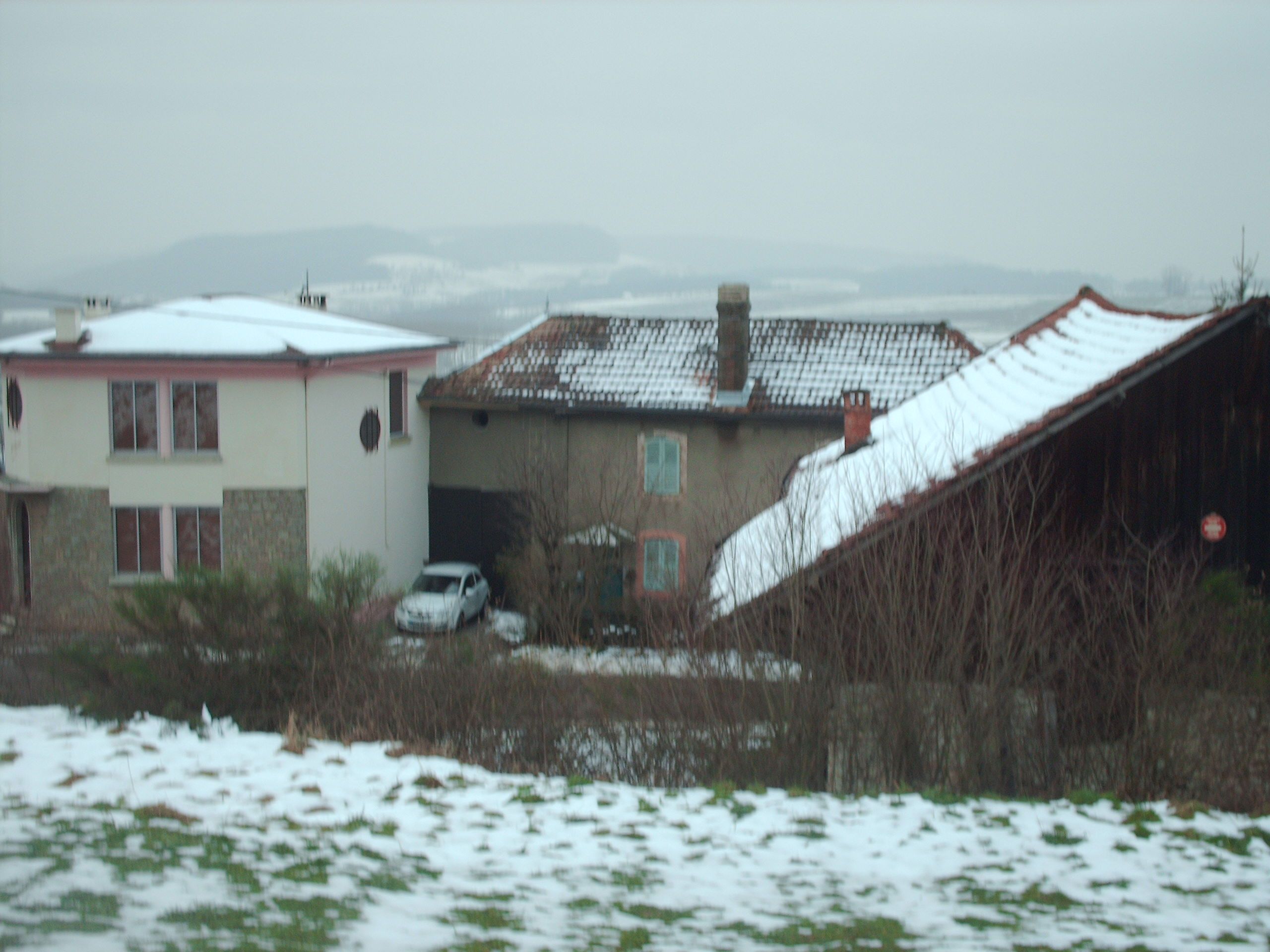
Trois époques, trois modes de construction imbriqués dans le paysage.

### Cadre naturel
La commune appartient aux Avants Monts, avancée septentrionale du massif des Vosges saônoises.
Il s'agit d'une zone de plateaux, d'altitude moyenne comprise entre 250 et 500 mètres, faiblement modelée selon un axe est-ouest, qui influence le tracé des deux rivières Doubs et Ognon et faillée selon une direction méridienne (l'activité sismique s'est encore manifestée de façon perceptible à deux reprises à la fin du vingtième siècle).
Formés au Secondaire à l'époque jurassique, les terrains présentent un faciès calcaire, généralement d'une puissance d'une centaine de mètres ; fortement entaillés par l'érosion, ils laissent apparaître leur base argilo-marneuse et présentent alors un paysage caractéristique de cuesta.
C'est typiquement le cas à Romain-la-Roche : le plateau qui culmine à 466 mètres domine par un escarpement rocheux abrupt, le village installé à son pied, cent mètres en contrebas. Prédominance du calcaire perméable et fortes précipitations engendrent un riche relief karstique bien connu des spéléologues.

### Activités humaines
Hier formée majoritairement de vignerons ou d'éleveurs, puis d'ouvriers (les cars de ramassage Peugeot circulent encore en 2010), la population active est aujourd’hui diversifiée.
Les deux dernières vignes de Romain ont disparu avec leurs propriétaires à la fin du XXe siècle. La toponymie et le cadastre, ainsi que de belles caves et pressoirs de pierre, sont les seuls héritages de ce passé séculaire.

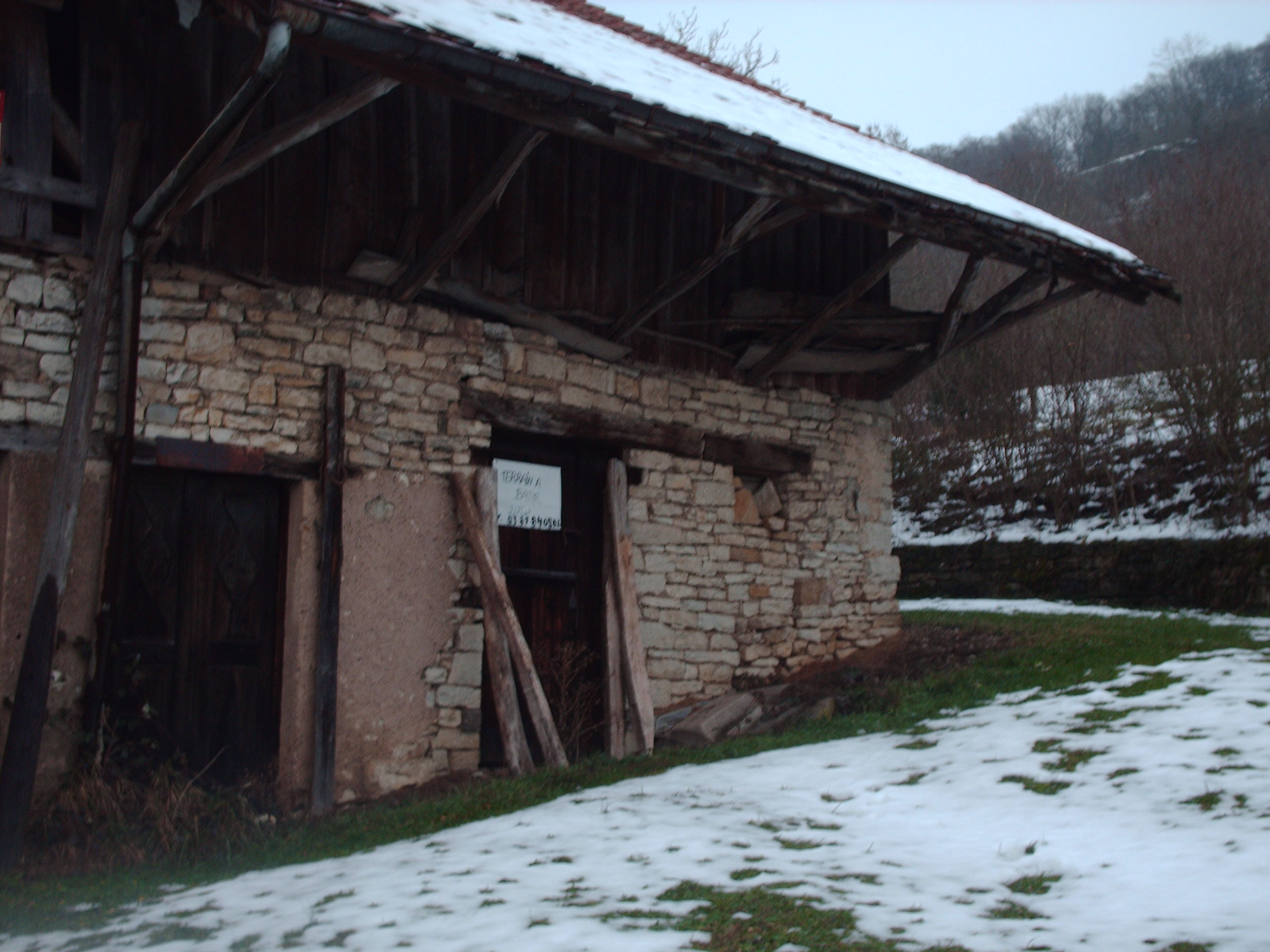
Maison ancienne dite « La bergère ».
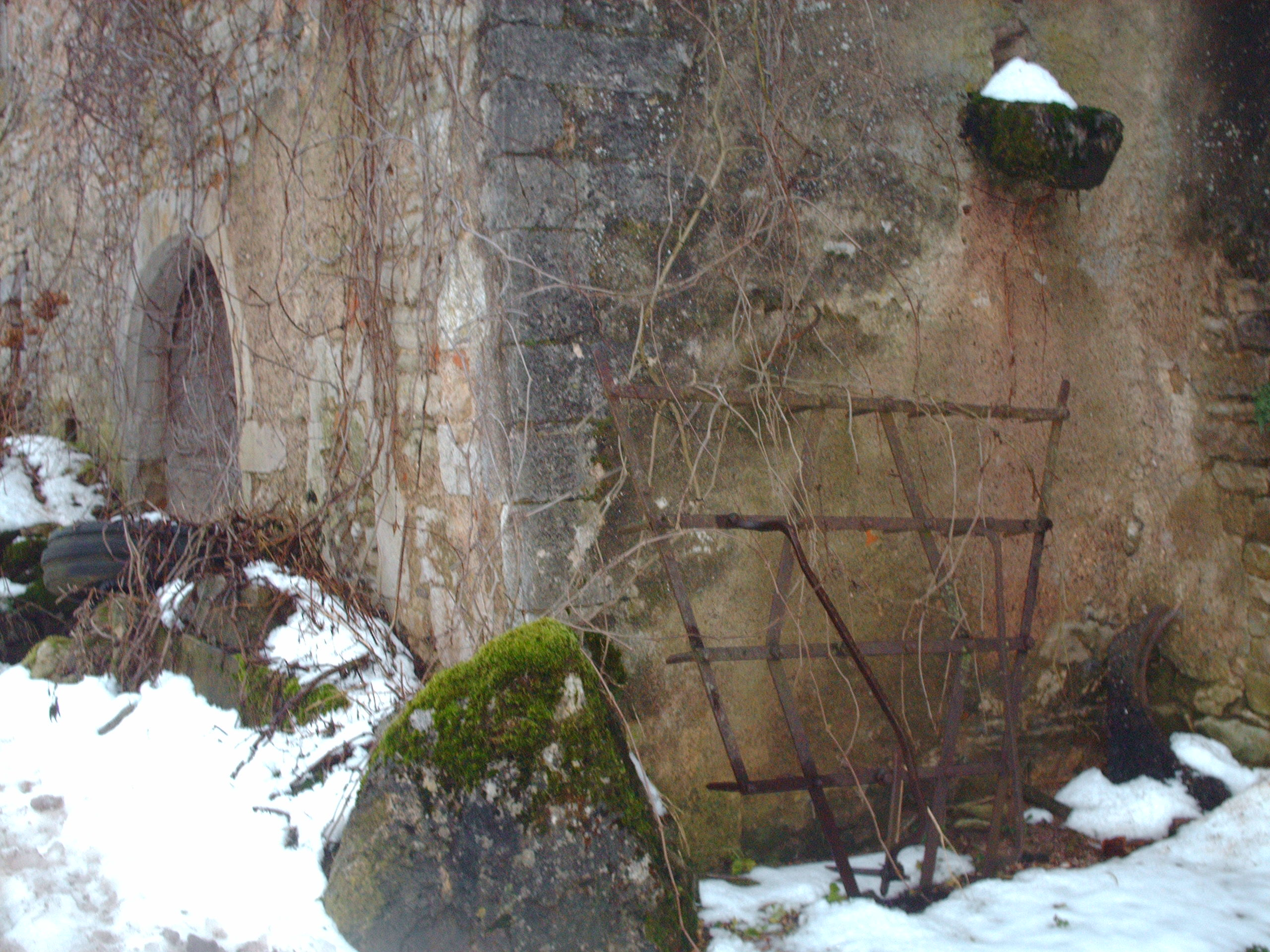
Charrue destinée au travail de la vigne sur terrains caillouteux.
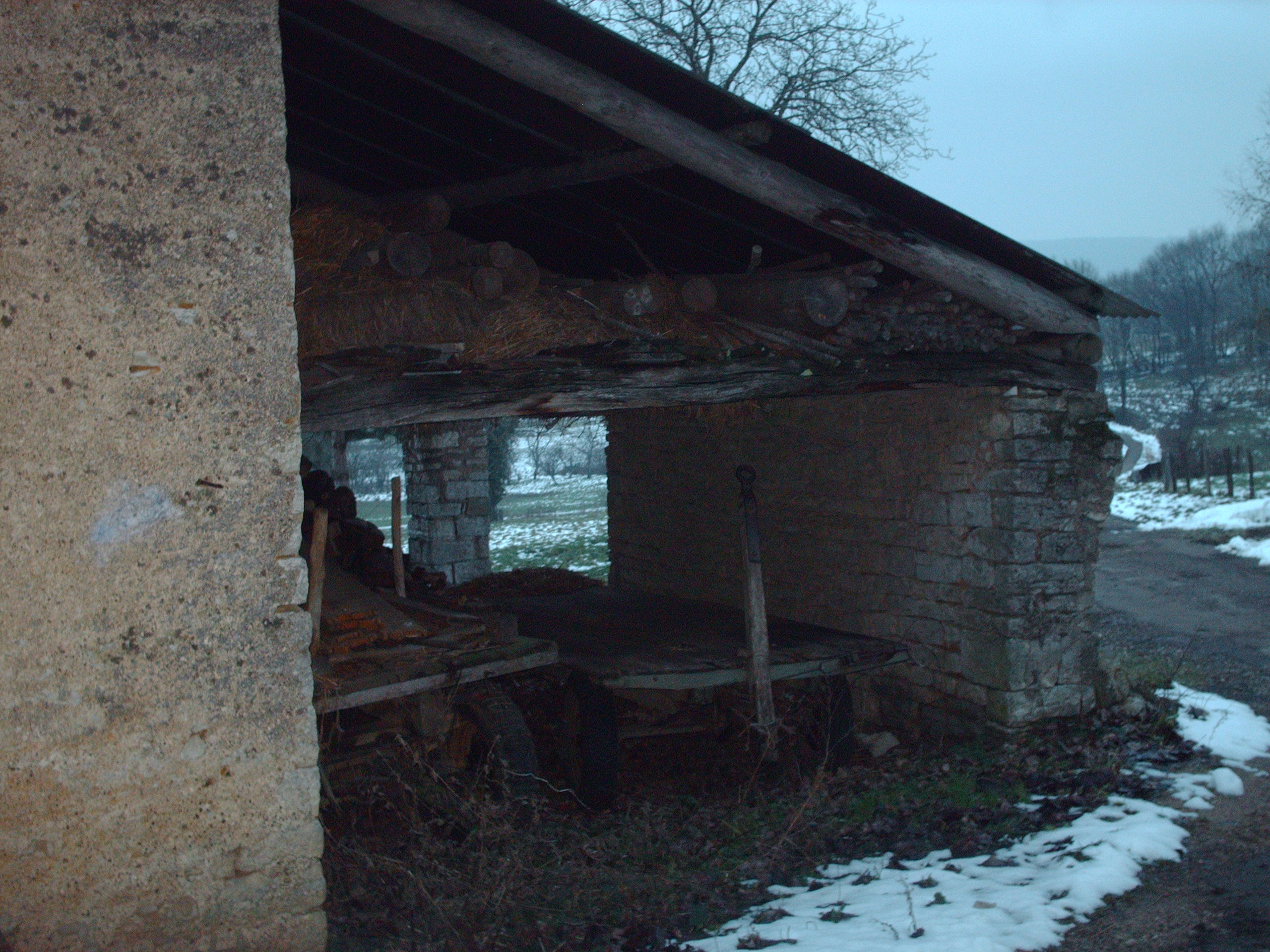
Charri à « Chamblard ».
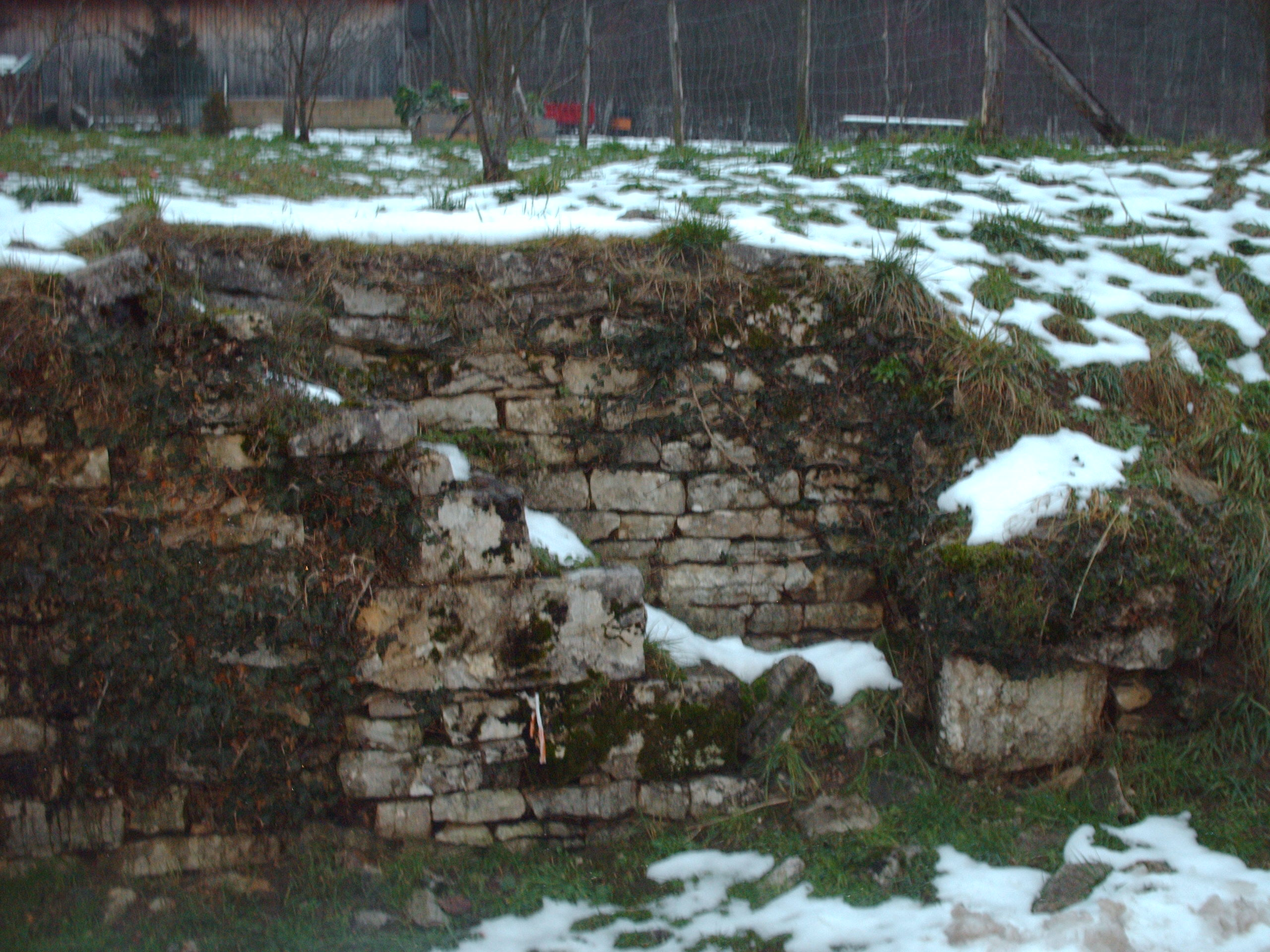
Accès aux champs sur forte pente.

### Communes limitrophes

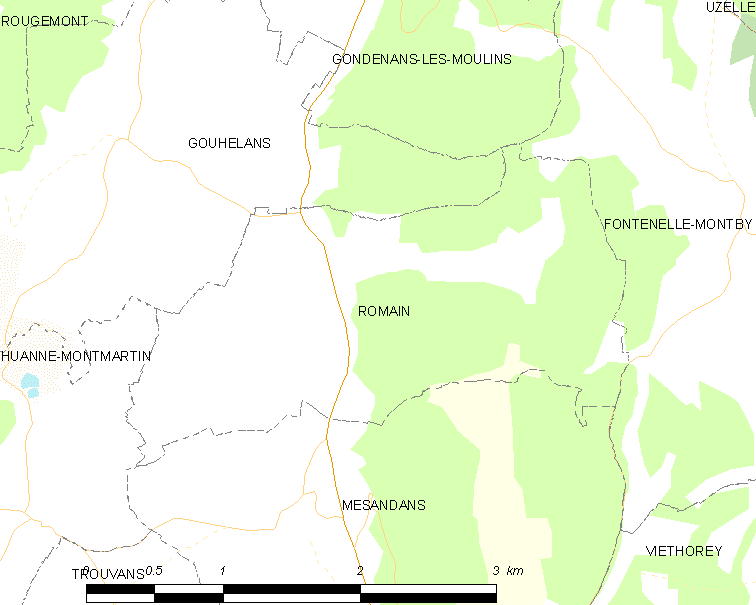
Carte de la commune de Romain et des proches communes.

### Climat
Pour des articles plus généraux, voir Climat de la Bourgogne-Franche-Comté et Climat du Doubs.
En 2010, le climat de la commune est de type climat de montagne, selon une étude du Centre national de la recherche scientifique s'appuyant sur une série de données couvrant la période 1971-2000. En 2020, Météo-France publie une typologie des climats de la France métropolitaine dans laquelle la commune est exposée à un climat semi-continental et est dans une zone de transition entre les régions climatiques « Lorraine, plateau de Langres, Morvan » et « Jura ». 
Pour la période 1971-2000, la température annuelle moyenne est de 9,5 °C, avec une amplitude thermique annuelle de 17,1 °C. Le cumul annuel moyen de précipitations est de 1 156 mm, avec 13,4 jours de précipitations en janvier et 10,9 jours en juillet. Pour la période 1991-2020, la température moyenne annuelle observée sur la station météorologique de Météo-France la plus proche, « Branne_sapc », sur la commune de Branne à 10 km à vol d'oiseau, est de 11,1 °C et le cumul annuel moyen de précipitations est de 1 127,0 mm. 
La température maximale relevée sur cette station est de 39 °C, atteinte le 7 août 2015 ; la température minimale est de −19,8 °C, atteinte le 20 décembre 2009,,. 
Les paramètres climatiques de la commune ont été estimés pour le milieu du siècle (2041-2070) selon différents scénarios d'émission de gaz à effet de serre à partir des nouvelles projections climatiques de référence DRIAS-2020. Ils sont consultables sur un site dédié publié par Météo-France en novembre 2022.

## Urbanisme

### Typologie
Au 1er janvier 2024, Romain est catégorisée commune rurale à habitat dispersé, selon la nouvelle grille communale de densité à 7 niveaux définie par l'Insee en 2022.
Elle est située hors unité urbaine et hors attraction des villes,.

### Occupation des sols
L'occupation des sols de la commune, telle qu'elle ressort de la base de données européenne d’occupation biophysique des sols Corine Land Cover (CLC), est marquée par l'importance des territoires agricoles (53 % en 2018), en diminution par rapport à 1990 (54 %). La répartition détaillée en 2018 est la suivante : 
forêts (47 %), zones agricoles hétérogènes (34 %), prairies (18,7 %), terres arables (0,3 %). L'évolution de l’occupation des sols de la commune et de ses infrastructures peut être observée sur les différentes représentations cartographiques du territoire : la carte de Cassini (XVIIIe siècle), la carte d'état-major (1820-1866) et les cartes ou photos aériennes de l'IGN pour la période actuelle (1950 à aujourd'hui).

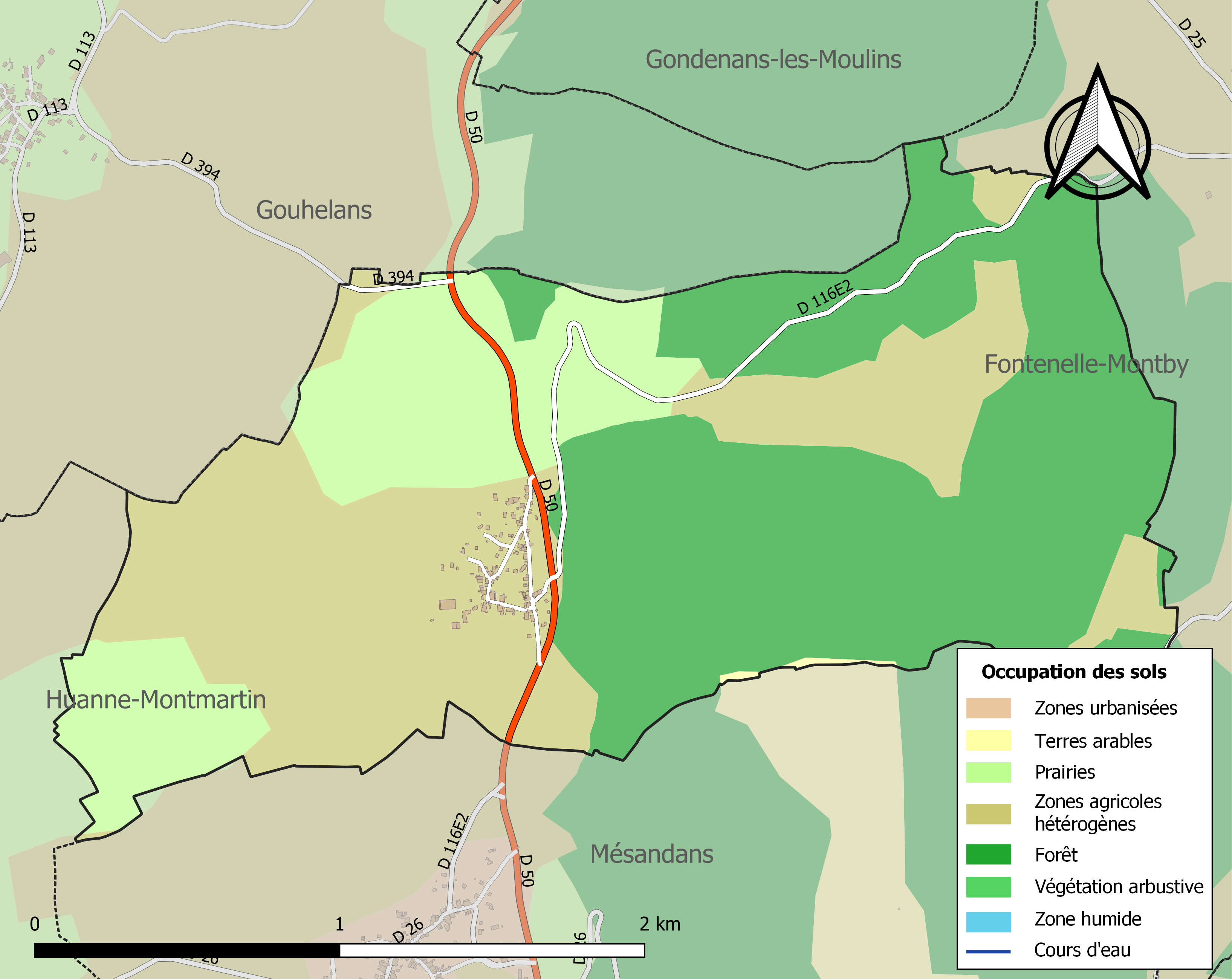
Carte des infrastructures et de l'occupation des sols de la commune en 2018 (CLC).

## Toponymie
Romans en 1134 ; Romeins en 1183 ; Romins en 1200 ; Romains en 1388 ; Romain en 1406 ; Roumain en 1614 ; Romain-la-Roche en 1918.

## Héraldique
| Blason de Romain | Blason  | D'or à la croix de sable remplie de sinople et chargée de cinq coquilles cousues de gueules. |
| Blason de Romain | Détails | * Ces armes emploient le terme « cousu » dans le seul but de contrevenir à la règle de contrariété des couleurs : elles sont fautives : gueules sur sinople sur sable. Le statut officiel du blason reste à déterminer. |

### Démographie
L'évolution du nombre d'habitants est connue à travers les recensements de la population effectués dans la commune depuis 1793. Pour les communes de moins de 10 000 habitants, une enquête de recensement portant sur toute la population est réalisée tous les cinq ans, les populations de référence des années intermédiaires étant quant à elles estimées par interpolation ou extrapolation. Pour la commune, le premier recensement exhaustif entrant dans le cadre du nouveau dispositif a été réalisé en 2008.

En 2022, la commune comptait 119 habitants, en évolution de −8,46 % par rapport à 2016 (Doubs : +1,88 %, France hors Mayotte : +2,11 %).
| 1793 | 1800 | 1806 | 1821 | 1831 | 1836 | 1841 | 1846 | 1851 |
| ---- | ---- | ---- | ---- | ---- | ---- | ---- | ---- | ---- |
| 327  | 189  | 393  | 368  | 377  | 381  | 338  | 337  | 353  |

| 1856 | 1861 | 1866 | 1872 | 1876 | 1881 | 1886 | 1891 | 1896 |
| ---- | ---- | ---- | ---- | ---- | ---- | ---- | ---- | ---- |
| 284  | 302  | 305  | 263  | 251  | 256  | 259  | 261  | 239  |

| 1901 | 1906 | 1911 | 1921 | 1926 | 1931 | 1936 | 1946 | 1954 |
| ---- | ---- | ---- | ---- | ---- | ---- | ---- | ---- | ---- |
| 217  | 203  | 190  | 168  | 155  | 133  | 131  | 103  | 88   |

| 1962 | 1968 | 1975 | 1982 | 1990 | 1999 | 2006 | 2008 | 2013 |
| ---- | ---- | ---- | ---- | ---- | ---- | ---- | ---- | ---- |
| 76   | 75   | 59   | 69   | 93   | 99   | 101  | 102  | 122  |

| 2018 | 2022 | - | - | - | - | - | - | - |
| ---- | ---- | - | - | - | - | - | - | - |
| 126  | 119  | - | - | - | - | - | - | - |

La population atteint son maximum en 1836 avec 381 habitants. Dès 1851, le déclin est amorcé, l'exode rural s'accélère au cours du XIXe siècle (217 habitants en 1901). Le village continue de se vider au XXe siècle et ne compte plus que 59 habitants en 1975. Faute d'enfants en nombre suffisant, l'école communale ferme en 1962. Au recensement de 1982, l'hémorragie est stoppée, de jeunes couples s'installent au village ou y reviennent. Des maisons neuves sortent de terre, notamment le lotissement des basses vignes.
Le dépouillement systématique des registres de la paroisse (1763-1792) et ceux de l'état civil (1793-1914) réalisé par J-M Viprey en 2010, recense les 362 mariages contractés à Romain. Cette liste exhaustive a été dressée selon l'ordre alphabétique du patronyme du mari, toutes les naissances et tous les décès ont été relevés, ces données démographiques et généalogiques sont communicables.

## Histoire

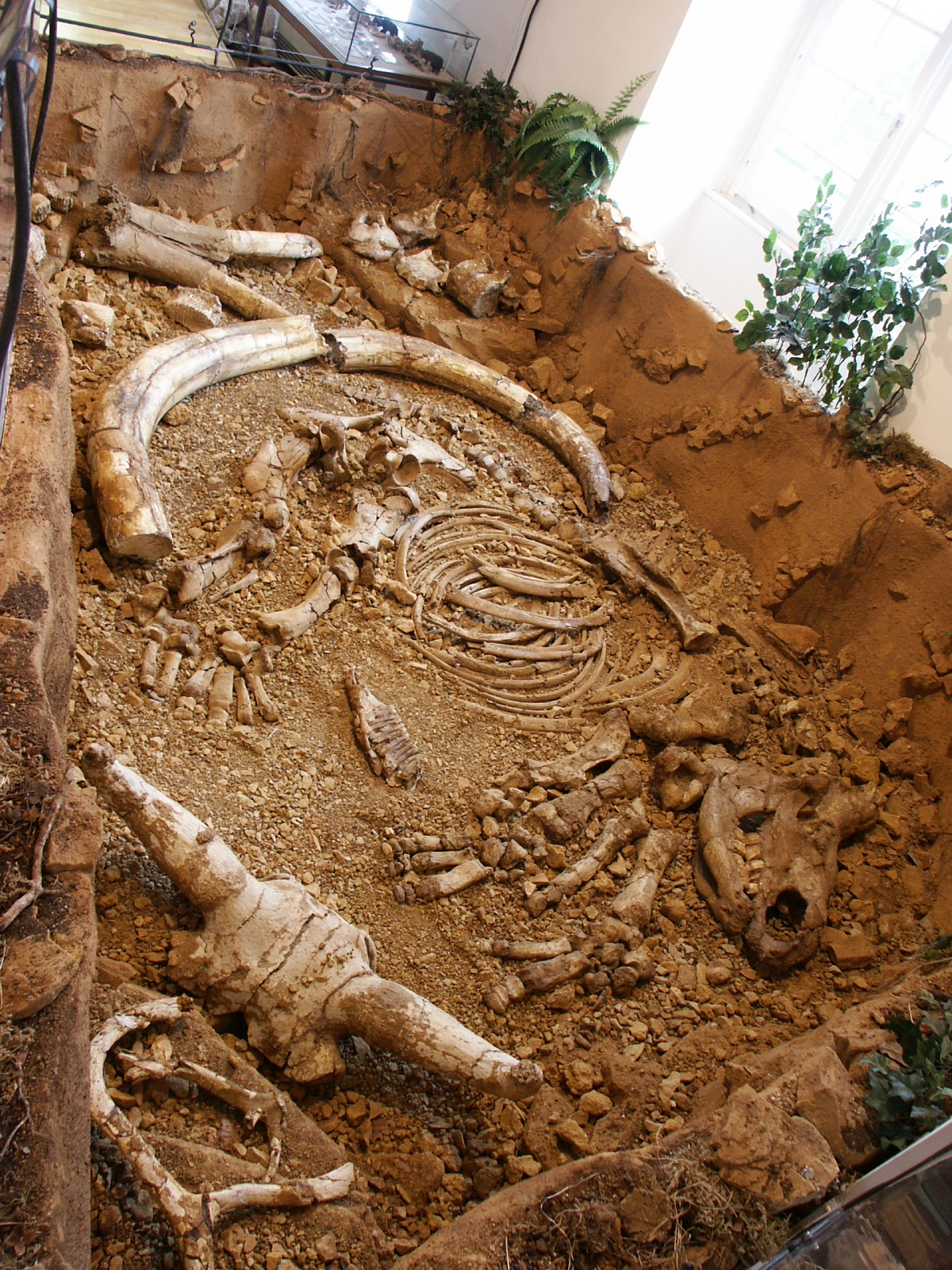
Reconstitution de l'aven de la carrière au Musée du château de Montbéliard.

### Néandertal: l’aven de Romain
La présence d’ossements fossilisés dans une carrière aujourd’hui fermée, a permis de détecter en 1978, un site paléontologique et préhistorique majeur dont une série de reconstitutions sont accessibles au musée du Château de Montbéliard.
La campagne de fouilles menée durant une dizaine d’années, a permis de découvrir près de 25 000 fossiles de la grande faune du quaternaire (vers – 100 000) disparus avec le réchauffement climatique constaté vers – 12000 : notamment rhinocéros laineux, ours des cavernes, mammouth, lion des cavernes, aurochs, renne, cheval, loups, renard roux et renard polaire, bison des steppes, cervidés ainsi que des petits rongeurs, oiseaux, poissons, reptiles et batraciens.
La présence de l’homme de Néanderthal est attestée par la découverte de silex taillés et d’aires de combustion.
L'étude scientifique des pollens a permis de déterminer la végétation présente sur le site : pin sylvestre, frêne, chêne, genévrier, aulne, noisetier et bouleau ainsi que de décrire le milieu, un boisement lâche avec lieux humides (steppe froide).
L'examen des outils de pierre trouvés sur place en 1984, a mis en évidence l'utilisation d'un matériau local (débitage de galets) mais également l'emploi de pierres issues d'Audelange, commune située près de Dole dans le département du Jura, ainsi que de pierres du Mont des Etrelles en Haute Saône.
Les populations de chasseurs cueilleurs se déplaçaient donc sur une aire allant du Sud des Vosges au Massif de la Serre.
À noter que la commune de Vergranne proche du site possède également son aven découvert dans une ancienne carrière, une dent de lait datée vers – 400000 y signale la présence de l’homme.
Une publication scientifique, parue en décembre 2010 dans la revue de Paléobiologie du Muséum d'histoire naturelle de la ville de Genève, permet de faire le point sur les recherches opérées à partir des fouilles.
En résumé, le site de Romain-la-Roche apparait comme un gisement constitué en tant qu'aven-piège dans lequel l'homme n'a joué qu'un rôle de récupération occasionnelle de nourriture.
L'effondrement du plafond d'une cavité préexistante a créé une ouverture dans laquelle de grands animaux sont piégés, attirant ainsi les charognards et l'homme, à la fin de l'avant-dernière glaciation (et peut être durant le dernier interglaciaire). Il s'agit d'un site de référence en Europe occidentale pour cette période donnée.

### Peuplement

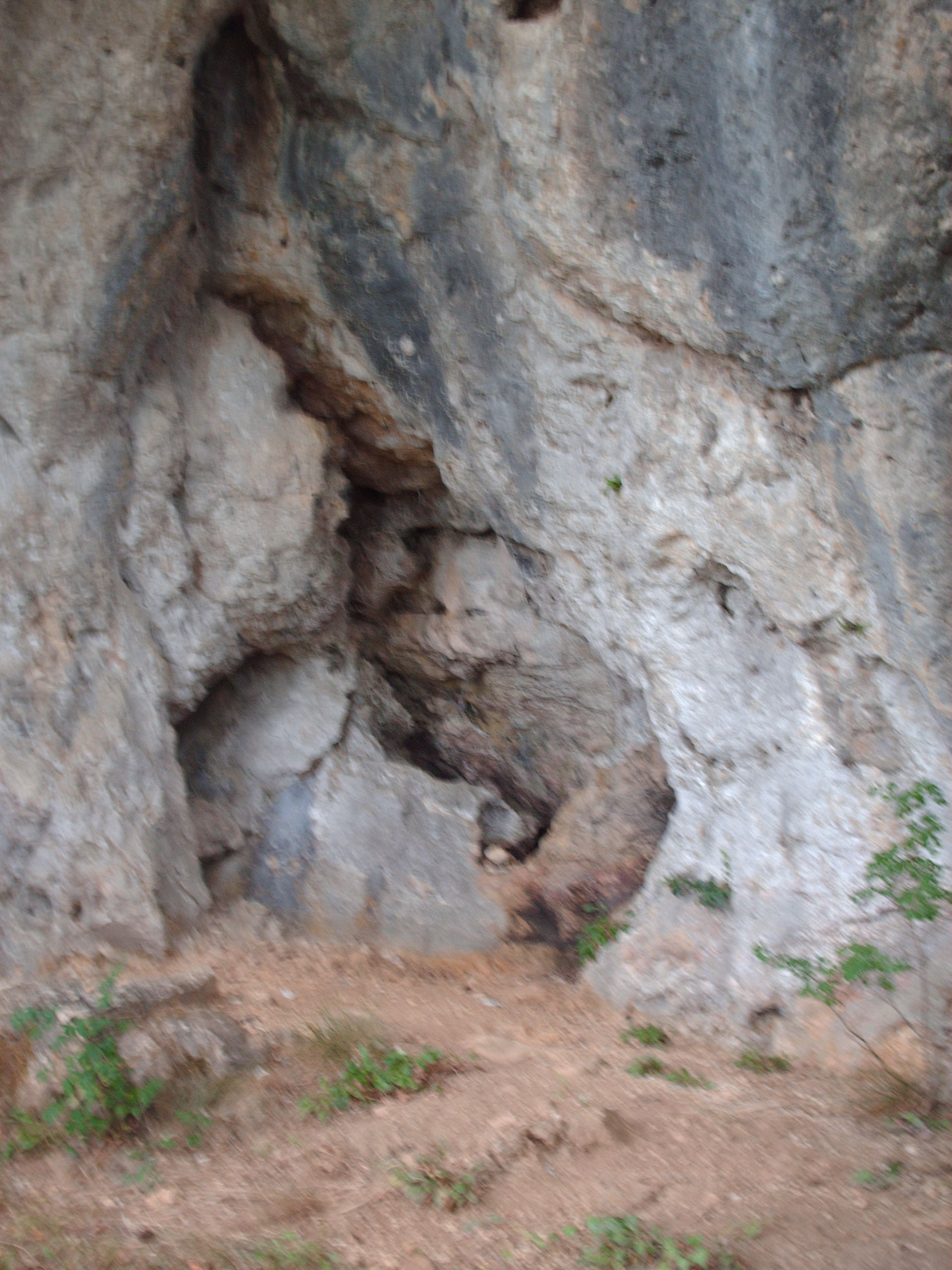
le premier habitat, le puits de Jacob.

Des abris situés dans la roche qui surplombent la vallée, semblent être à l’origine du peuplement. Le plus vaste abri sous roche est désigné par la tradition orale comme « le puits de Jacob ». Pour s’y rendre, on peut emprunter les anciens cheminements : chemin des Bouverottes et chemin de la Pierre Virante … Lors des travaux de la route départementale en 1985, des sarcophages burgondes de l’ancien cimetière auraient été mis au jour et prestement recouverts du fait du passage du Tour de France ; on note la présence d’un sarcophage réemployé dans l’abreuvoir du haut de la rue des Fontaines.

### Le village
Le village aurait été déplacé car détruit par deux fois, lors de la guerre entre Charles le téméraire et les Suisses en 1476 et lors de la guerre de dix ans (1635-1644), puis reconstruit en contrebas.
L’axe ancien est ouest, qui descend des abris sous roche vers la vallée, est bordé de maisons remarquables de part et d’autre de la rue (actuelle rue des Deux-Fontaines). L’une de ces demeures peut être datée grâce à une plaque qui mentionne les initiales de son constructeur : A P 1627, la dernière le « Château » possède un linteau de cheminée qui indique la date de 1733.
Selon l'abbé Alfred Bouveresse, ancien curé de Cuse-et-Adrisans, responsable du village de Romain jusqu’en 1997 et auteur d’ouvrages relatifs au canton, il s’agissait d’Antide Pegaud et de la famille Guillaumot, tabellions du château de Montmartin qui domine le val.
L’axe moderne nord-sud correspond au tracé de l’ancienne route nationale qui reliait Baume-les-Dames et Rougemont.

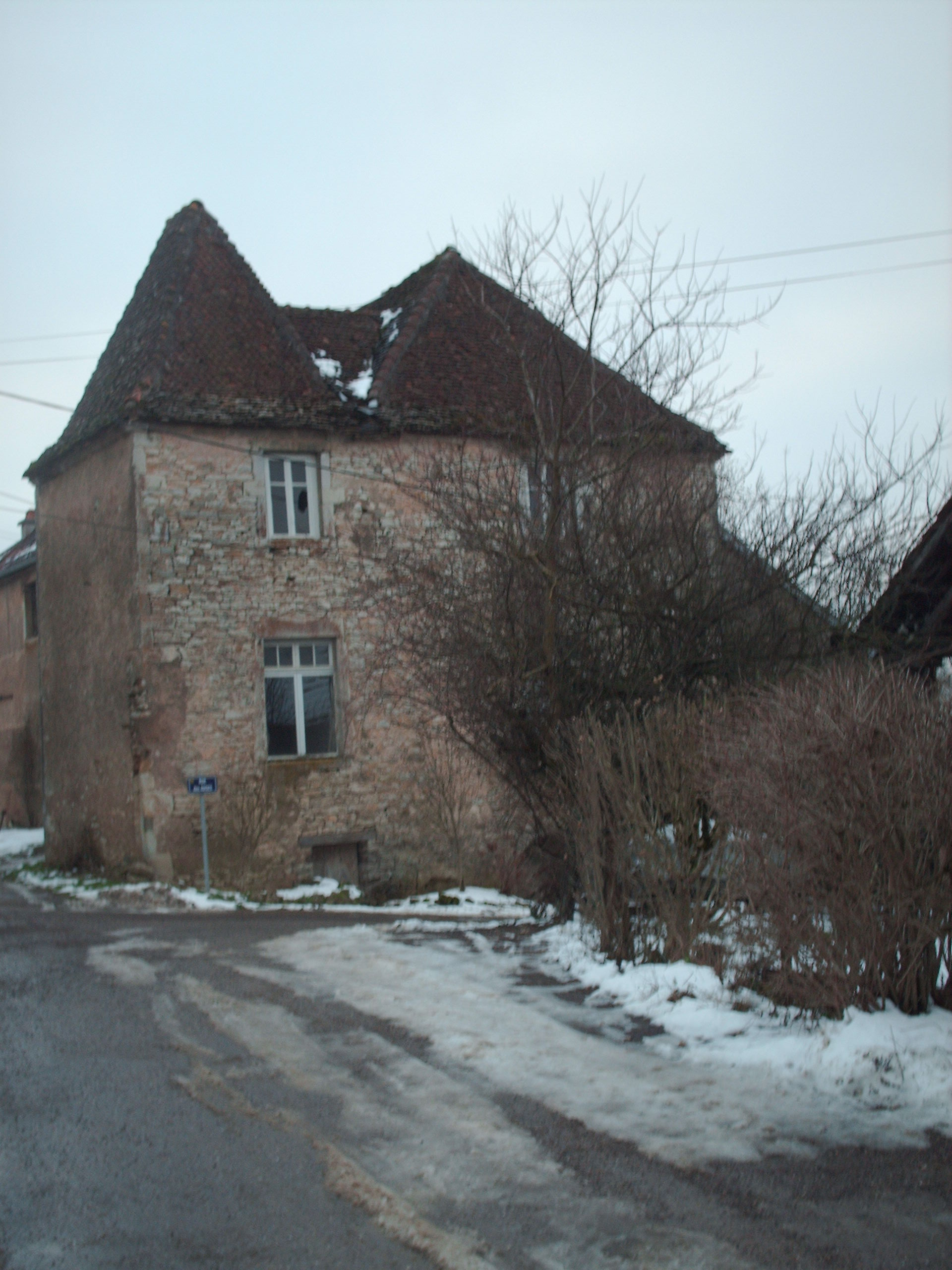
Le "Château" de la rue des Auges.
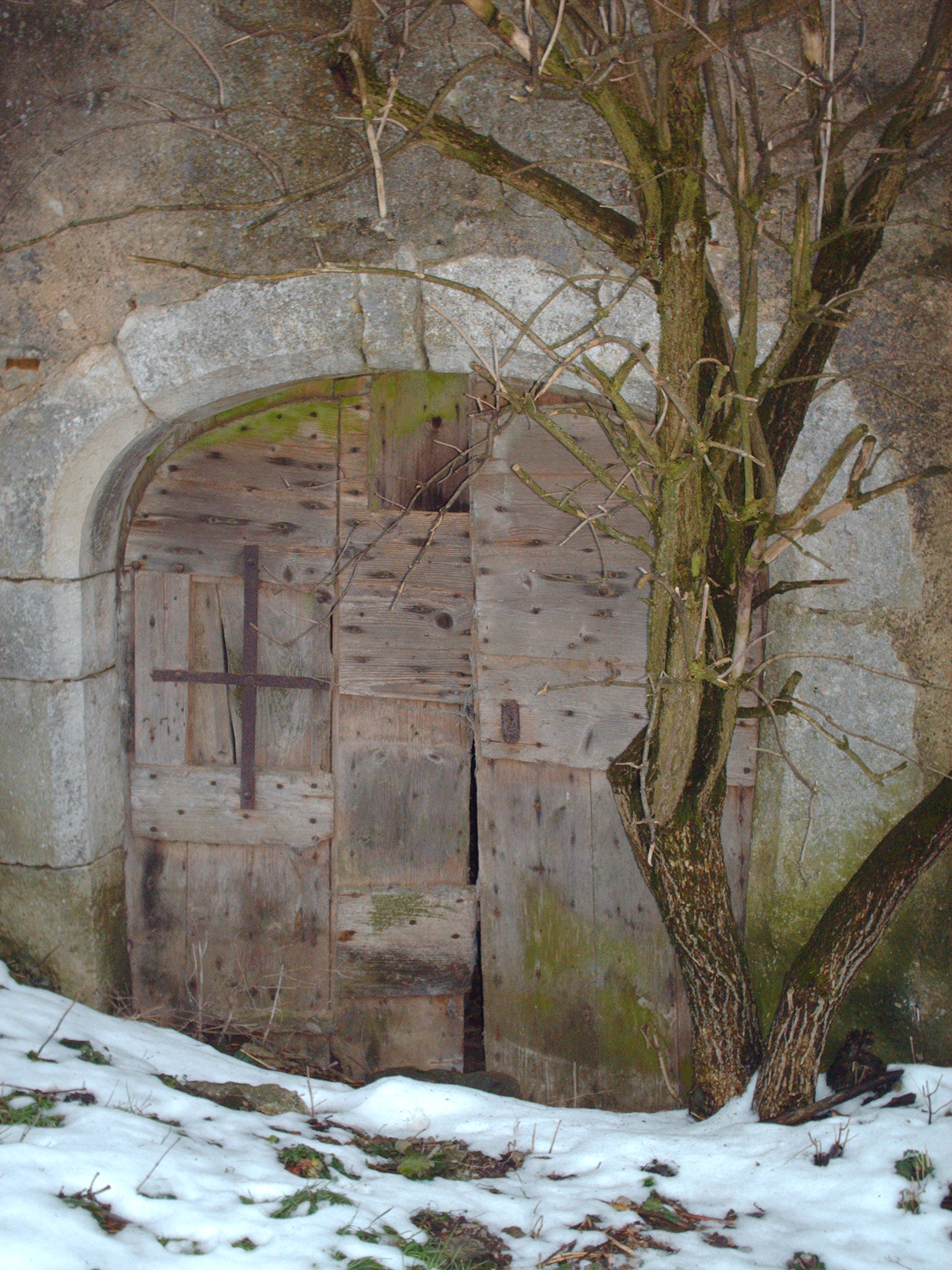
Une cave du "château".
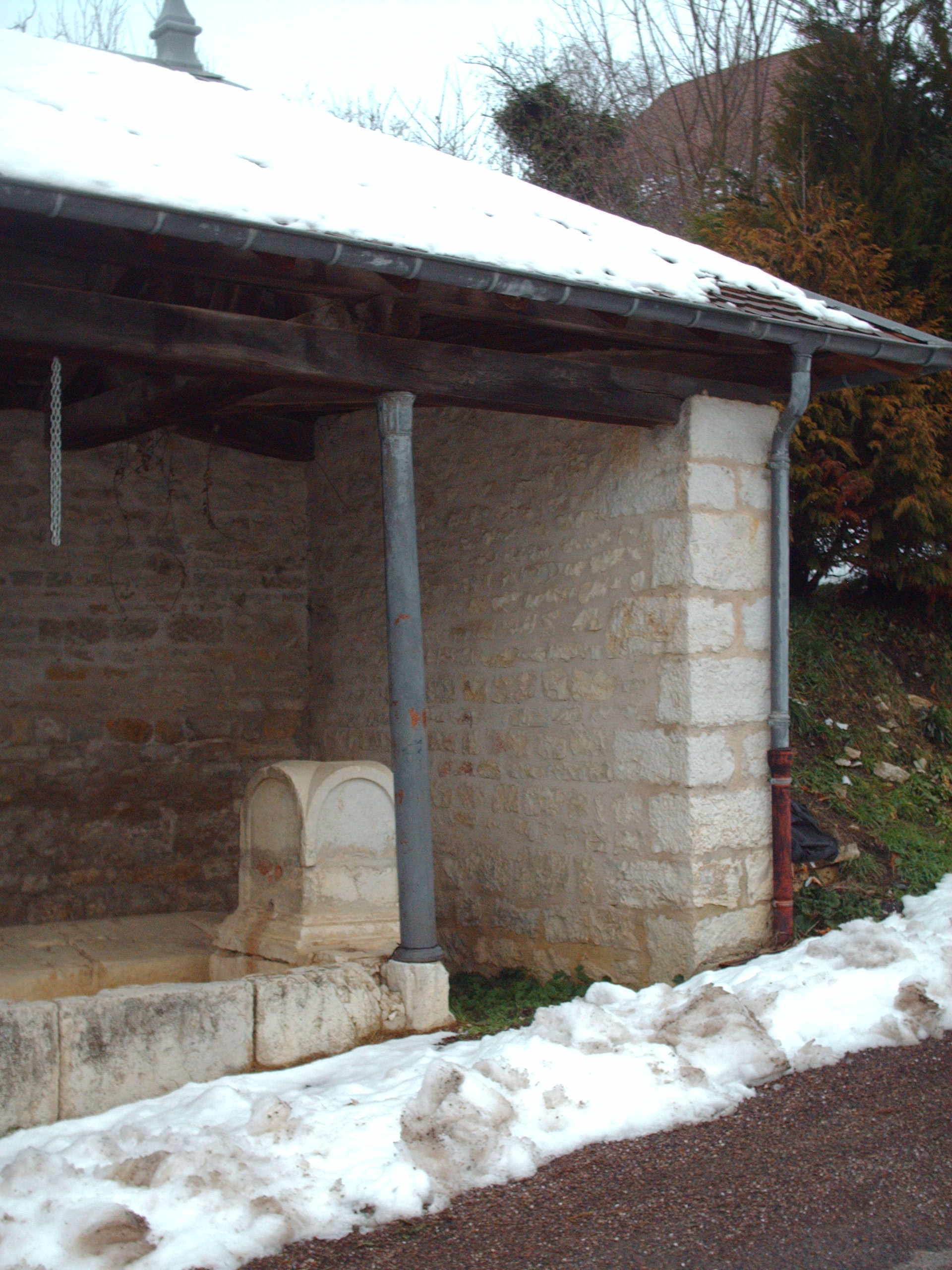
Une des deux fontaines de l'axe ancien.
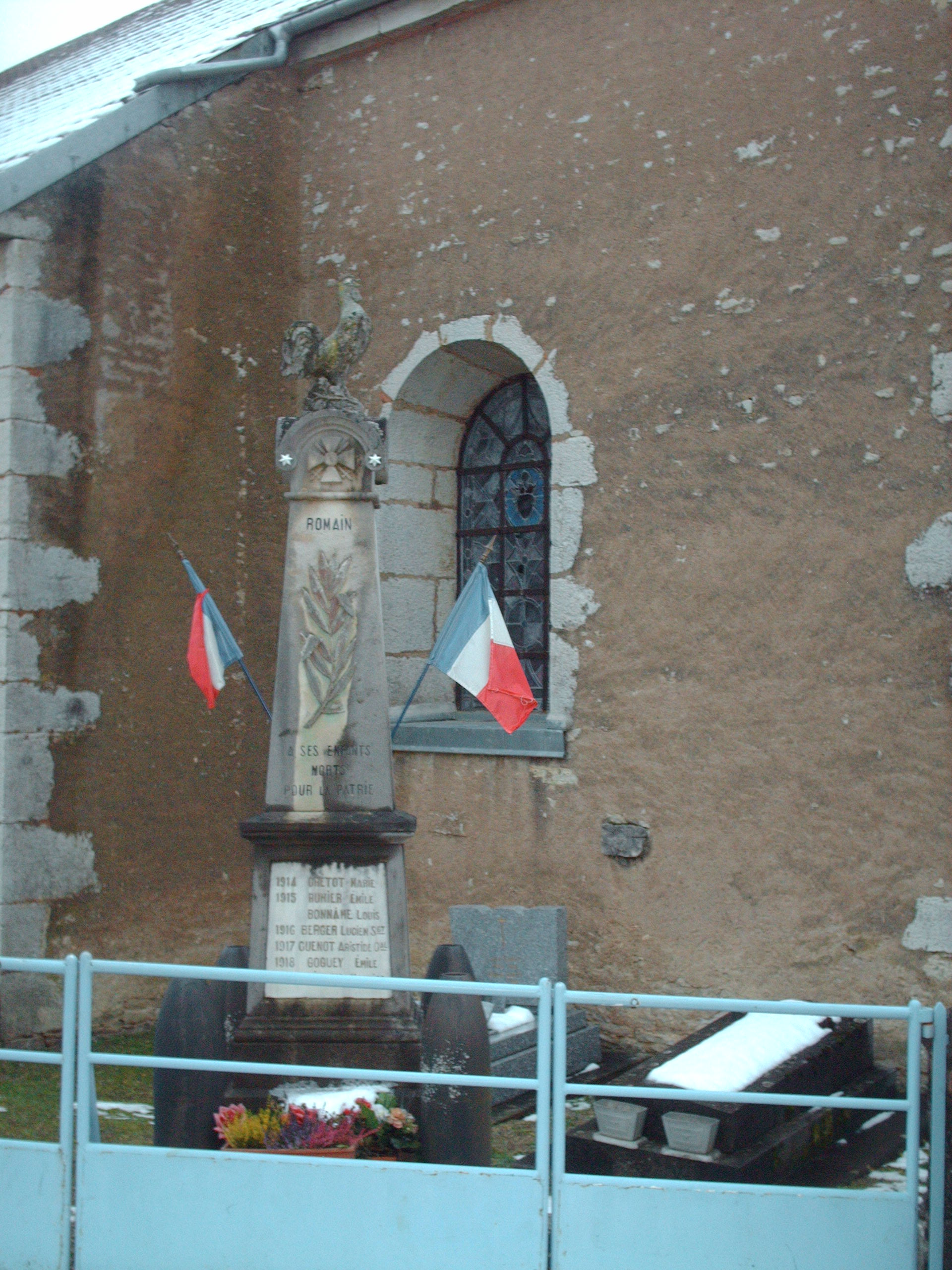
Monument aux morts.

### La paroisse
La paroisse de Romain est ancienne. Aux dires de l'abbé Bouveresse, l'ancienne église était bâtie au pied de la côte, dessous la roche, au sommet du village. Citée dès le XIIe siècle, elle était entourée d'un cimetière important, en effet les villages voisins de Mésandans et Gouhelans relevaient alors de la paroisse de Romain. Le village de Huanne, à ce moment-là, n'avait pas d'église paroissiale, les moines de Mouthier-Hautepierre y avaient un prieuré et lorsqu'ils le quittèrent vers 1440, ils emportèrent avec eux les titres de la paroisse de Romain. Ce n'est qu'au départ des moines que les seigneurs de Montmartin érigèrent Huanne en paroisse et y adjoignirent Mésandans et Gouhelans. Romain se retrouva seule et encore plus, après la destruction du village et de l'église par les Suisses en 1479. La paroisse fut alors rattachée à celle d'Huanne, laquelle exerçait des droits souvent jugés vexatoires par la population. La paroissialité de Romain ne fut jamais reconnue malgré les revendications et protestations des habitants. La carte dite de Cassini -dont les relevés débutent en 1750- entérine cette situation de dépendance : Romain y apparaît avec le figuré d'une église accompagné de la mention succursale. C'est alors que l'abbé Jacques Martin effectue une déclaration d'indépendance : en 1761 il achève l'inscription du baptême de Madeleine Goguey dans les registres paroissiaux d'Huanne en signant comme « prêtre recteur de l'église de Romain ». Le curé Billot d'Huanne prend la plume et conteste cette émancipation. Il dénonce la manœuvre du desservant de Romain : « Notez qu'il s'était fait pourvoir en Cour de Rome de la Cure de Romain par dévolution ». Rien n'y fait, Romain est maintenant paroisse. Pour preuve dès 1763, elle a ses propres registres paroissiaux qui consignent naissances et décès. Toutefois, subsiste une dépendance souple envers Huanne qui s'exprime dans l'acte de décès du curé Martin, rédigé par le curé d'Huanne dans le registre paroissial de Romain. Le défunt Jacques Martin, originaire de Sancey est qualifié de « prêtre-vicaire du sieur curé d'Huanne desservant l'église de Romain et y demeurant, amovible à volonté ».

### Le bâti et les marques chronologiques
Les murs de pierres sèches
Le relief accusé de la pente sur laquelle le village est érigé a imposé l’édification de murs de soutènement de belle tenue  qui retenaient côté pente  la terre des cultures, vergers et jardins et protégeaient la route du ruissellement des eaux de pluie (la quasi-totalité des  rigoles maçonnées ont en revanche malheureusement disparu).
Dégradés par suite d’un manque d’entretien, une bonne partie de ces  murs a été détruite au début des années 1990 et remplacée  par des talus  et par de rares murs maçonnés.
Les ouvrages qui subsistent mériteraient d’être rénovés compte tenu de la grande qualité de leur construction et de l’intérêt qu’ils présentent encore pour la conservation de l’ état des chaussées et des terrains qu’ils soutiennent ainsi que de l’intérêt écologique reconnu de ces constructions vernaculaires pour la préservation de la faune et la flore.
Les marques chronologiques.
Des informations sont lisibles sur les façades et linteaux :
- Les dates de 1574 et 1679 sont visibles sur un remploi au carrefour entre les rues « Au Chanois » et « Au Village» près de l’abreuvoir dénommé le Cul de Four par les anciens. Selon Alfred Bouveresse, il s'agit en effet de l'ancien four banal.
- Un linteau daté de 1626 sur la maison Coulardot, rue des Deux-Fontaines, comporte les initiales EG CC et la formule JHS (Jesus Hominum Salvator, c'est-à-dire Jésus Sauveur des Hommes).
- Un cartouche de la rue des Deux-Fontaines comportant une partie martelée présente l’inscription 1627 AP (selon le registre paroissial, il s’agirait d’Antide Pegaud).
- La formule « Dieu soit B » et la date de 1689 figurent sur la maison Pichon au village.
- Un linteau comportant la date de 1732 et un dessin représentant une équerre et un fil à plomb figure sur l’ancienne maison de Maurice et Éliane Coulardot (maison Bianchi en 2010) dans la partie haute de la rue des Deux-Fontaines.
- L’oratoire consacré à Notre Dame de la Pitié comportait un linteau arborant les initiales JAG SB 1774 (recouvert du fait d’une restauration de la fin du vingtième siècle). Les donateurs peuvent être identifiés grâce au registre paroissial : il s’agit de Jean-Antoine Goguey, et de Servoise Barbier, son épouse.
- Le linteau de l’église fait apparaître la date de 1777.
- Une maison qui devait être rénovée pour des personnes en difficulté, dans la rue des Deux-Fontaines (projet de ferme de l’Espérance de la fin du XXe siècle) présente un nom : Coquillard JF et une date : 1842.
- La maison du maire de 2008 Jean-Luc Boudeau, fait apparaître une date et des initiales : 1846 AD.
- Les cadrans de l’église sont au nombre de deux, le fabricant a pour nom Morel.

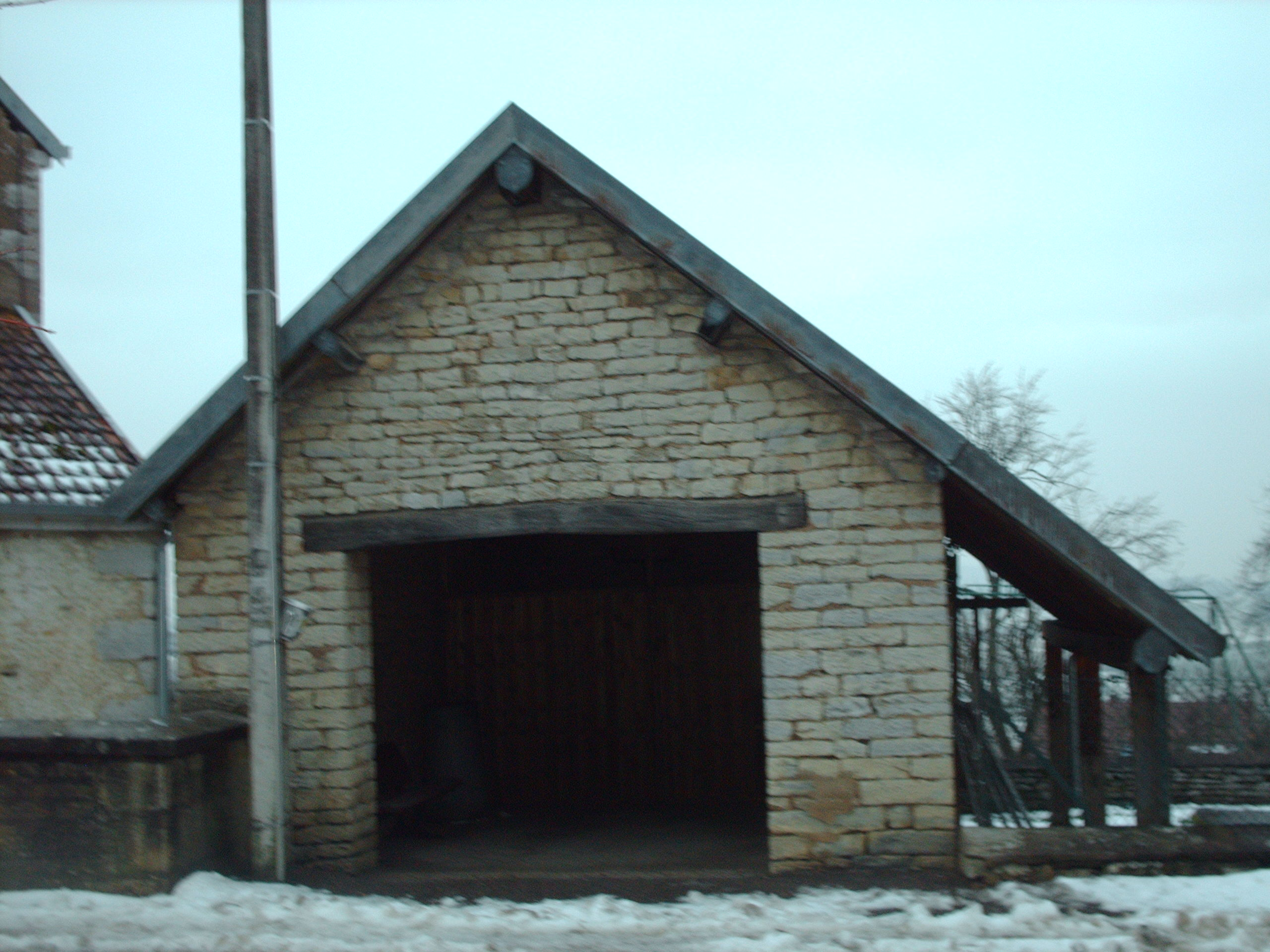
En 2011 l'abribus (l'ancien pèse lait) a remplacé le lavoir comme lieu de sociabilité.
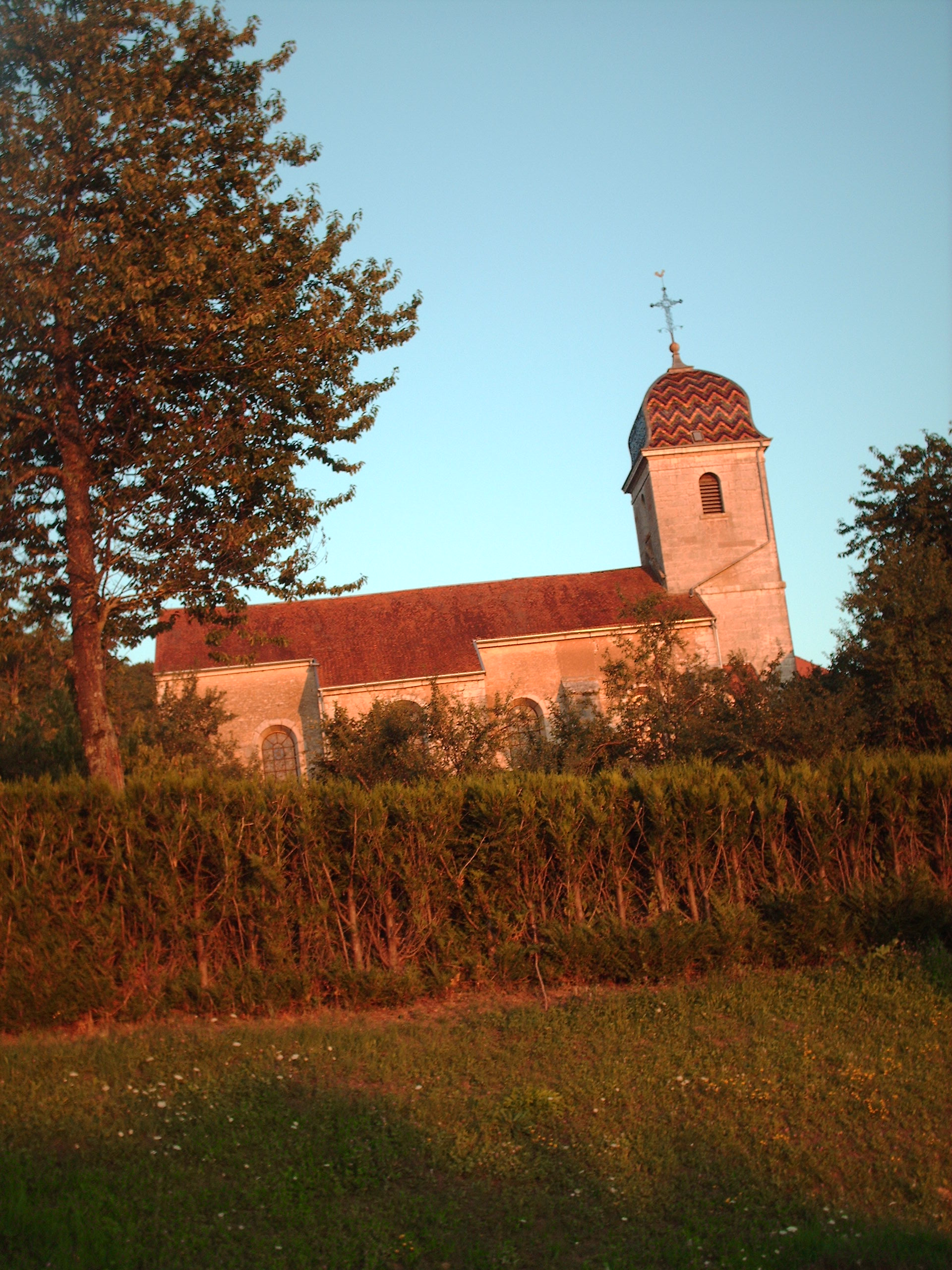
L'église du village.
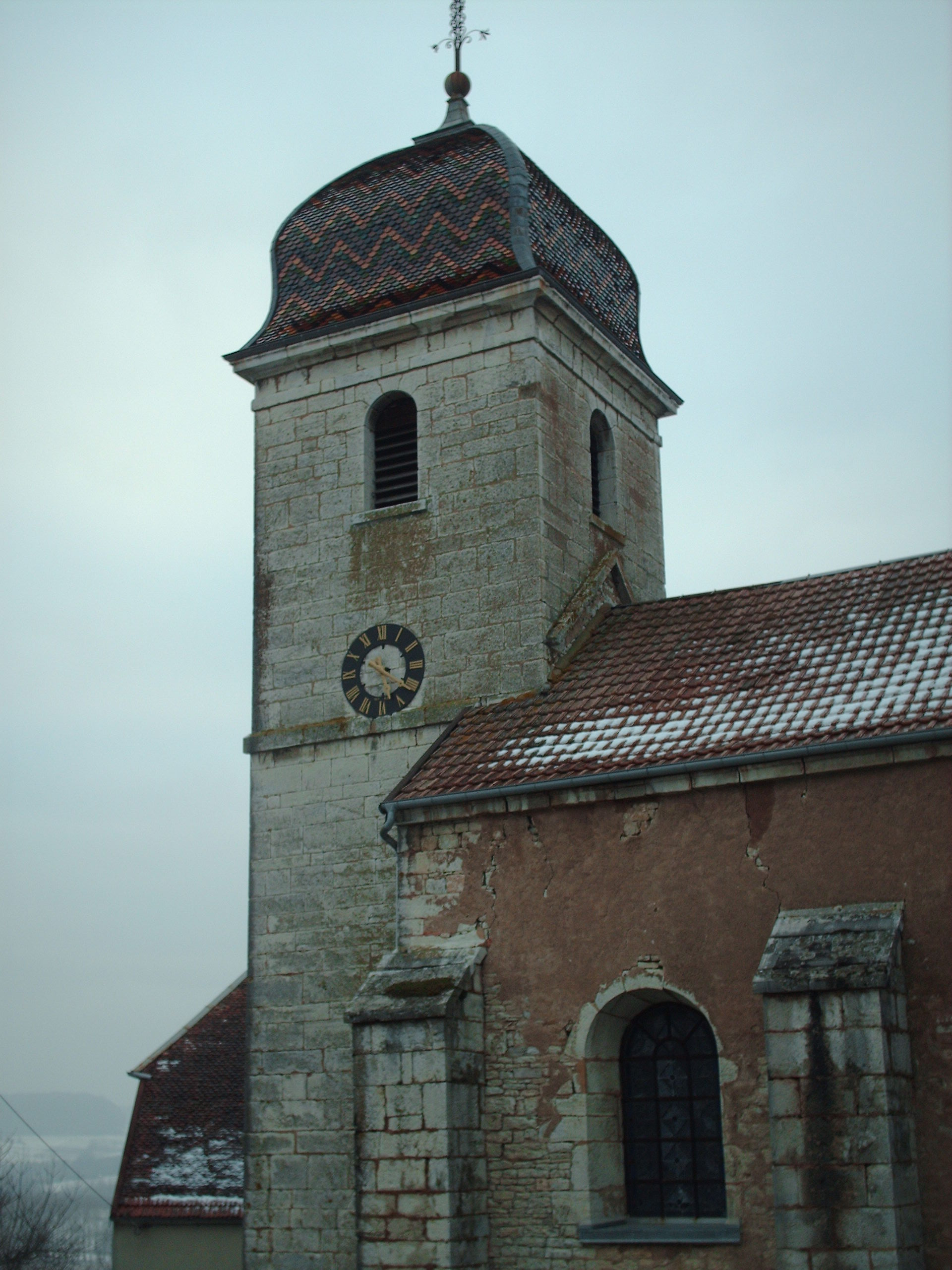
Horloge rénovée en 2010.

### Les archives
D'autres renseignements peuvent être recueillis dans les archives. Jean Marie Viprey a effectué le recensement exhaustif des registres paroissiaux et de l'État civil de 1763 à la deuxième guerre mondiale.

#### Patronymes relevés dans le registre paroissial de Romain auXVIIIesiècle
Le recensement de 1790 donne pour Romain une population de 370 habitants. À partir du dernier registre paroissial conservé en mairie et couvrant la période 1763-1792, un relevé nominatif permet d’identifier 355 personnes. Parmi celles-ci, 111 répondent au nom de Goguey, soit 31,26 % du total des habitants. Fréquents sont les mariages entre membres de cette pléthorique famille. Et pourtant les liens de parenté des futurs conjoints sont suffisamment distendus pour qu’ils rendent inutile le recours à la dispense ecclésiastique de consanguinité (obligatoire jusqu’au 4e degré).
Les autres patronymes rencontrés à Romain au début de la Révolution française sont dans l’ordre décroissant :
- Pouvret/Pouveret : 22 membres
- Jacquin : 20 membres
- Pichon : 13 membres
- Bouvard : 10 membres
- Grivet : 9 membres
- Peguaud : 8 membres

Viennent ensuite avec 7 membres chacun / Humbert, Labbé, Maire et Predine ; avec 6 membres chacun : Berger, Cornet et Cretenet ; avec 5 membres chacun : Clerc, Douçot/Doussot, Laffond/Lafont, Lambert, Lavocat, Marmet, Millot et Tailleur et enfin avec 4 membres chacun : Paillon/Pallion, Peton, Pourtier, Ronot, Tavernier et Tissot.

#### LaRévolution française
Dans le processus de désignation des députés aux États généraux de 1793, les deux délégués, élus par la communauté de Romain pour la représenter à l'assemblée primaire du bailliage de Vesoul furent : Claude Guillaume Jacquin et Antide Joseph Millot, notaire royal à Romain.

#### 1819
Le registre d'état civil conservé en mairie, contient un acte de décès hors du commun. Alors que tout acte d'état civil définit juridiquement le sort d'un individu unique, le maire Pierre Jacquin relate dans un seul acte le décès de deux personnes et donne forces détails sur les circonstances de cet événement : homicide volontaire par arme blanche (couteau) perpétué en bande organisée (plusieurs jeunes du village) avec identification du principal coupable : Pegaud Claude François. S'il précise le lieu, il ne dit rien du mobile de la rixe. Les suites judiciaires données à cet acte d'état civil qui s'apparente plutôt à un procès-verbal de déposition à la gendarmerie nous sont connues par une coupure de presse conservée par Alfred Bouveresse le dernier curé de Romain.
Dans le journal local, L'Est républicain une rubrique Rétro justice rédigée par Annette Vial évoque une rixe entre jeunes gens à Romain ayant entrainé en 1819 deux morts (Jean Jacquin et Jean-Pierre Bouvard) et deux blessés graves (Pierre et Joseph Jacquin).
Alfred Bouveresse a noté que l’article de presse datait des années 1980. Il mentionne aussi que « les faits ont été vite oubliés car en 1830 le conseil sévit contre le garde champêtre qui entrainait les garçons de la commune dans les auberges au point qu’ils étaient les premiers agresseurs dans les rixes qui avaient lieu dans les fêtes patronales ». François Pégaud, Nicolas Marmet et Nicolas Adoré vont comparaitre devant les assises  pour meurtre et complicité mais seront  acquittés par le jury qui a reconnu valable la thèse de la légitime défense.
En effet, selon les dires de Pegaud, « J’ai frappé pour me défendre, les Jacquin sont tous tombés sur moi ; Jean me tenait par le collet, Joseph me frappait à la tête avec un caillou  et Pierre me rouait de coups à l’aide d’une bûche de bois. J’en porte encore de sérieuses séquelles. Ma vie était en danger ; j’étais alors seul à cet endroit et je n’avais  que mon couteau comme ressources ».
Le conflit fait suite au refus de Pégaud d’épouser une sœur des Jacquin à qui il a fait un enfant. La bagarre se déclenche le 20 juin 1819 vers 22 heures alors que neuf jeunes hommes rentrent chez eux après une soirée bien arrosée. Alertés par un éternuement, ils aperçoivent Pegaud (23 ans) accompagné de Marmet et Adoré (26 ans). Pegaud ne sort plus sans son couteau car il est menacé par les frères Jacquin. Il aurait demandé à ses deux acolytes de rester avec lui après avoir entendu la bande remonter la rue en chantant, craignant à juste titre d‘y rencontrer les Jacquin. La bagarre ne dure que quelques minutes mais elle aura des conséquences terribles.
Toutefois, le mis en cause François Pégaud sera porté à la magistrature municipale en 1846.

#### Laguerre de Crimée
Parmi les 118 000 soldats anglo-français décédés durant l'expédition de Crimée de 1854/1855, on relève le nom de quatre militaires originaires de Romain.
Comme la majeure partie des victimes, ils ne meurent pas au combat mais succombent de maladie : Joseh Bouvard et Auguste Labbey emportés par le choléra, Georges Coulardot et Claude-François Pichon par le scorbut.

#### LaPremière Guerre mondiale
Le monument, œuvre de l'entrepreneur Molle, conserve le souvenir du sacrifice des soldats originaires de la commune et de l'hommage rendu par « Romain à ses enfants morts pour la patrie ».

### La tradition orale

#### Les «racontottes»
Les vieilles personnes du village rapportent que le village n'avait pas bonne réputation : on cite cette exhortation « Fouette cocher on arrive dans un pays de brigand ».
Comme le relief est favorable à la culture de la vigne et des fruitiers au détriment des pâtures, la consommation des produits du cru, vin et goutte a parfois été préférée à celle du lait, ce qui a pu occasionner des débordements : On[Qui ?] relate la veillée qui a fait suite à la mort d’un brave ; dignement fêtée sur plusieurs jours et au son d’un accordéon, les camarades auraient fait danser la dépouille de leur défunt compagnon de bamboche. Un Romain se serait endormi à la suite de libations prolongées, ses compagnons l’auraient alors enduit de cirage noir puis déposé au petit matin à l’église du village le plus proche, Mésandans. La dame pieuse l’ayant découvert se serait alors enfuie, criant partout qu’elle avait vu le diable.
La tradition parle de la retraite très sûre offerte en temps de guerre, aux habitants par le gouffre-grotte de la Pucelle, bien dissimulé dans les bois et muni d'un point d'eau.

#### Seconde Guerre Mondiale
Le 2 mai 1944, au matin, le village est cerné par l'armée allemande, car suspect de donner refuge à des terroristes c'est-à-dire des Résistants, très actifs dans la vallée de l'Ognon (maquis sous l'autorité du Colonel Maurin). En réalité les soldats semblent rechercher des armes, supposées cachées dans les grottes du village et des alentours. Certains jeunes réfractaires au STO (Service du travail obligatoire instauré par Laval) se cachent, redoutant d'être expédiés de force en Allemagne. L'un se dissimule au fond de la niche de son chien et échappera aux recherches. Un autre, plus malchanceux ou moins habile, est découvert puis enfermé dans le clocher non sans recevoir force coups de pied au derrière.
Les adultes du village sont alignés le long de la mairie, une mitrailleuse est armée sur la route, les maires des environs sont convoqués.
Le maire de Romain, Stéphane Varchon est emmené dans le clocher, on lui passe la corde au cou et on le menace de le pendre à la cloche s'il ne dévoile pas d'information. Le café Varchon, est envahi par les soldats allemands et par des miliciens qui brutalisent Lisotte Varchon, la femme du maire en lui portant un coup de matraque au bras, alors qu'elle se hâtait d'allumer le feu. Revenus à midi pour qu'elle leur chauffe un seau de lait, les soldats exigent qu'elle le goûte au préalable.
Stéphane, Lisotte Varchon et leur fils Louis sont représentés devant leur café-épicerie dans une photo reproduite dans l'ouvrage d'Alfred Bouveresse Le Canton de Rougemont en histoire imagée.

##### Après-guerre
En 1954, la presse locale et la presse nationale relatent la série d'incendies survenus au village depuis l'année 1950. Quatre bâtiments sont brûlés, la rumeur attribue la responsabilité de ces incendies à une habitante du village surnommée la Russe, événements en lien avec la Deuxième Guerre mondiale. En effet cette personne renommée pour sa beauté et dont le père était un officier russe blanc logé au presbytère, se voyait reprocher des relations avec l'occupant allemand ; en représailles elle avait été tondue au village à la fin de la guerre. Quittant le village après le dernier incendie, elle ouvre un restaurant à Paris, rue Mademoiselle.

## Politique et administration
Selon les archives communales, le premier maire de Romain, Pierre Jacquin est élu le 11 janvier 1793. Lui succède à compter du 15 août /1800 jusqu’à son décès « en son domicile à Romain » le 4 juillet 1814, Claude Étienne Goguey. Pierre Jacquin reprend alors la direction de la commune jusqu’au 21 avril 1820. Adjoint depuis 1815, Jean- Claude Paillon le remplace jusqu’à la fin de l’année 1829. François Xavier Cretenet, adjoint dès 1828, exerce un court mandat (12 janvier 1830-octobre 1831). Jean-Claude Goguey occupe la mairie du 29 décembre 1831 au 2 février 1846 et cède la fonction à Claude François Pegaud pour peu de temps. Les événements de 1848 portent au pouvoir Alexis Bressand. Il y reste jusqu’au 31 décembre 1853. Après le bref intérim de l’adjoint Jean-Claude Pichon, Jean-Claude Goguey retrouve son fauteuil dès le 15 août 1854.
Lors de la bénédiction des cloches de l'oratoire de Romain, sont mentionnés les noms des maires alors en fonction : 
- Joseph Goguey (dont l'épouse est Françoise Lugois) en 1872 ;
- Adolphe Jacquin en 1896.

Le XXe siècle voit de longues mandatures s'exercer à la mairie. (Pierre Joseph) Stéphane Varchon de septembre 1927 à l'été 1942, remplacé par Marcel (Ulysse) Jean auquel succède de 1953 à 1973, Julien Rondot.
| Période                                  | Période                   | Identité                                      | Étiquette | Qualité |
| ---------------------------------------- | ------------------------- | --------------------------------------------- | --------- | ------- |
| mars 2001                                | 2008                      | Marie-Christine Vardanega                     |           |         |
| mars 2008                                | novembre 2012             | Jean-Luc Boudeau                              |           |         |
| février 2013                             | En cours (au 31 mai 2020) | Sylvain Dubois Réélu pour le mandat 2020-2026 | DVG       | Employé |
| Les données manquantes sont à compléter. |                           |                                               |           |         |

## Patrimoine bâti

### Constructions civiles
Romain semble avoir moins souffert de la guerre de dix ans (1635-1644) que les villages environnants. C'est ce qui explique que nous soient parvenues au moins deux maison datées du début du XVIIe siècle.
La plus remarquable[Interprétation personnelle ?] est celle d'Antide Pegaud. Elle est identifiée grâce à un cartouche en partie martelé portant la date de 1627 et les initiales AP de son propriétaire (et certainement son constructeur). Cet immeuble associe bâtiments d'exploitations agricoles et demeure cossue d'une famille de tabellions au service des seigneurs de Montmartin (dont le château surplombe encore aujourd'hui le val de Montmartin).
Au vu et au su des habitants, cette famille affiche son statut social supérieur exprimé de façon ostentatoire par la richesse de la construction et surtout par l'existence de deux pigeonniers, l'un rond, l'autre rectangulaire (celui-ci est toujours fonctionnel).
Dans un des bulletins paroissiaux qu'il rédigeait, l'Abbé Bouveresse décrit l'aménagement et le fonctionnement « des grands pigeonniers ronds (avec) une échelle pivotant autour d'un axe en bois permettant de visiter toutes les alvéoles accrochées sur toute la surface intérieure aux fins de prélever les jeunes pigeons ».
Deux dessins illustrent l'article de l'Abbé, l'un représentant l'aspect extérieur des bâtiments Pegaud de Romain, l'autre la structure interne du pigeonnier d'Oricourt, monument classé[réf. nécessaire]. Le pigeonnier d'Oricourt peut être visité lors de la fête annuelle organisée chaque fin de la première semaine de juillet dans le château du Xe siècle situé entre Romain et Vesoul.

### Édifices religieux
Ils sont situés sur l’axe moderne nord-sud qui correspond au tracé de l’ancienne route nationale.
À l’initiative de la commission d’art sacré du diocèse de Besançon, un inventaire des deux édifices religieux est en cours d’élaboration.

### Église paroissiale
Une église, reconstruite après la ruine du précédent édifice dans les guerres du XVe siècle, est consacrée en 1777 ; elle a retrouvé au début du XXIe siècle l’usage de ses cloches et de ses deux horloges à l’initiative d’un foyer du village.
Deux dalles funéraires plus anciennes sont installées dans la chapelle située à droite du cœur qui comporte l’inscription « autel privilégié ». Elles mentionnent les dates de 1663 et 1669, il peut donc s’agir de remplois de l’église détruite, les noms des tabellions de la seigneurie de Montmartin y sont gravés.
Dans le rituel catholique, la partie la plus importante de l’espace est constituée du chœur et des deux chapelles latérales (où se donnaient les « messes basses »).
Les toiles, statues et mobilier y figurant sont donc les plus anciens, car financés en priorité par les donateurs.
L’inscription « VERBUM CARO FACTUM EST » figure en haut du cœur (ce qui signifie « et le verbe s’est fait chair ».
Le chœur est surmonté de trois tableaux, le tableau central représente saint Jean qui, en extase, s’apprête à consigner l’apocalypse sur des rouleaux de parchemins.
Saint François Xavier, à sa droite, semble descendre d’un voilier dans un paysage exotique où figure un palmier, il s’apprêterait à évangéliser la Chine où le rôle des Jésuites est bien documenté. Saint Claude, représenté sur le tableau de gauche est un saint important pour la Franche-Comté (la ville de Saint-Oyat renommée en Saint-Claude), son nom est mentionné en bas du tableau.
Le tabernacle comporte une inscription en hébreu, Elohim ou Yahvé[évasif].
Une pierre plus foncée est positionnée dans le pavement, devant le chœur ainsi qu’à l’intérieur, en effet toutes les églises comporteraient traditionnellement deux « pierres noires ».
Dans la liturgie en usage avant Vatican II, les hommes étaient installés à droite du chœur, les femmes à gauche, le curé officiant en face des fidèles ou leur tournant le dos selon les instructions données au fil du temps par les conciles. Le nom des donateurs est parfois gravé  sur le mobilier, les vitraux ou l’une des cloches : il s'agit de Jean-Claude Goguey, de Françoise Labbé et de Jeanne-Claude Reuille.
De façon moins solennelle, des patronymes ont été inscrits à l’intérieur des cloches comme Regnault de Mésandans ou Goguey.
Dans un premier temps, en 1976 dans son ouvrage consacré au canton de Rougemont, l'abbé Bouveresse formulait un avis négatif et sans appel « l'église actuelle n'a rien de remarquable hormis un tableau à la tribune ». Appréciation un peu plus indulgente dans le Dictionnaire des communes du Doubs à la rédaction duquel il participe en 1984 : « bel ensemble avec voûtes de pierres, elle est de type classique avec clocher comtois ... à l'intérieur méritent d'être signalés un tableau [à la tribune] et une pierre tombale rassemblant les noms de la famille Guillaumot au XVIIe siècle, au total des mérites particulièrement minces ». Perception différente de la part de l'architecte des bâtiments de France, après sa visite du 4 juin 2010, M. Marc Wattel écrit en effet dans son compte rendu : « l'intérieur de la nef qui a gardé tout son mobilier et son décor qui, bien souvent, dans d'autres églises, avait été enlevé en fonction des nouvelles règles dictées par le concile de Vatican II lui donne tout son charme et une valeur historique. Certains tableaux mériteraient une restauration ».

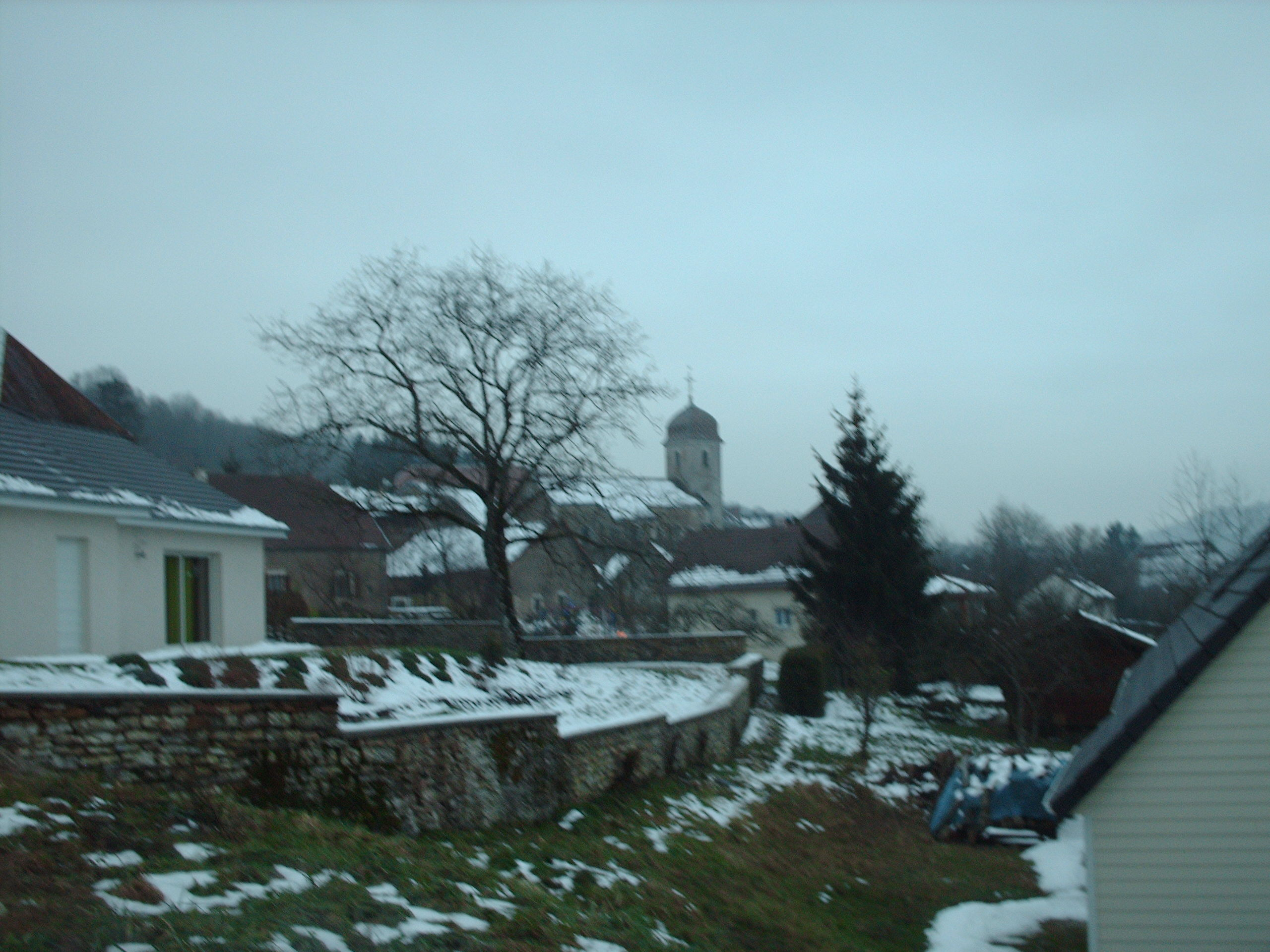
Romain, l'église dans son environnement moderne.
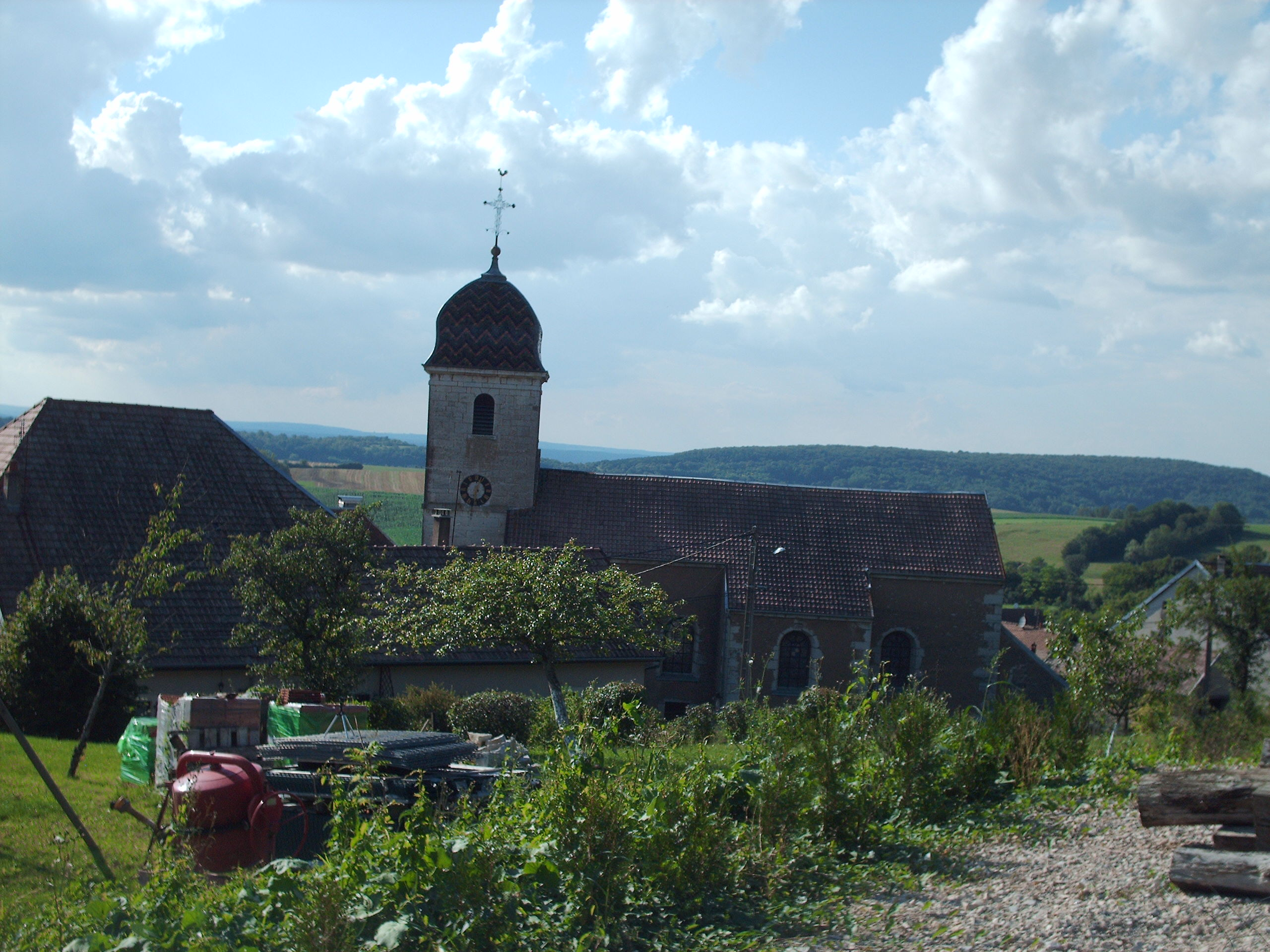
Romain, l'église et la vallée.
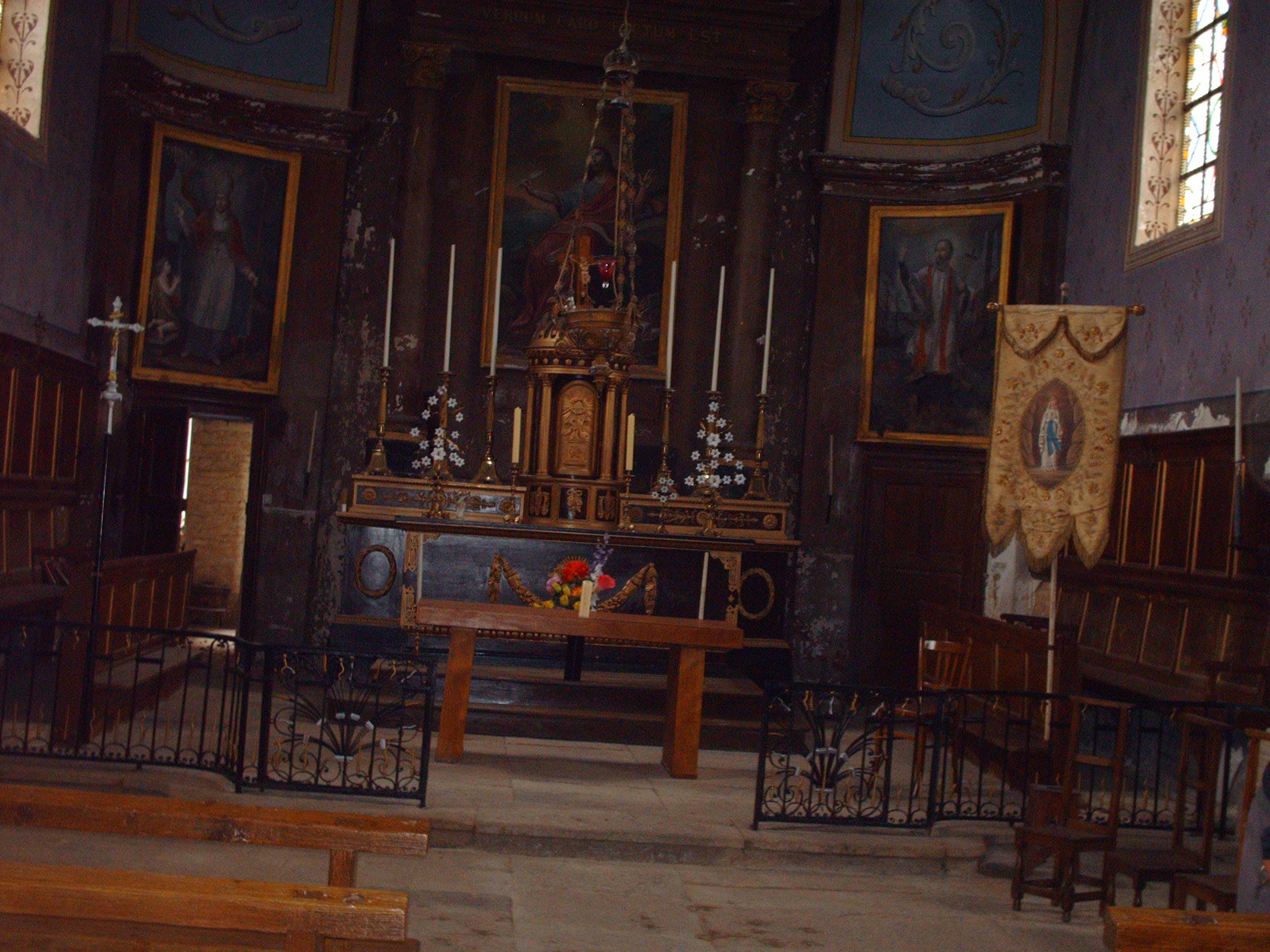
Romain, intérieur de l'église et objets sacerdotaux.
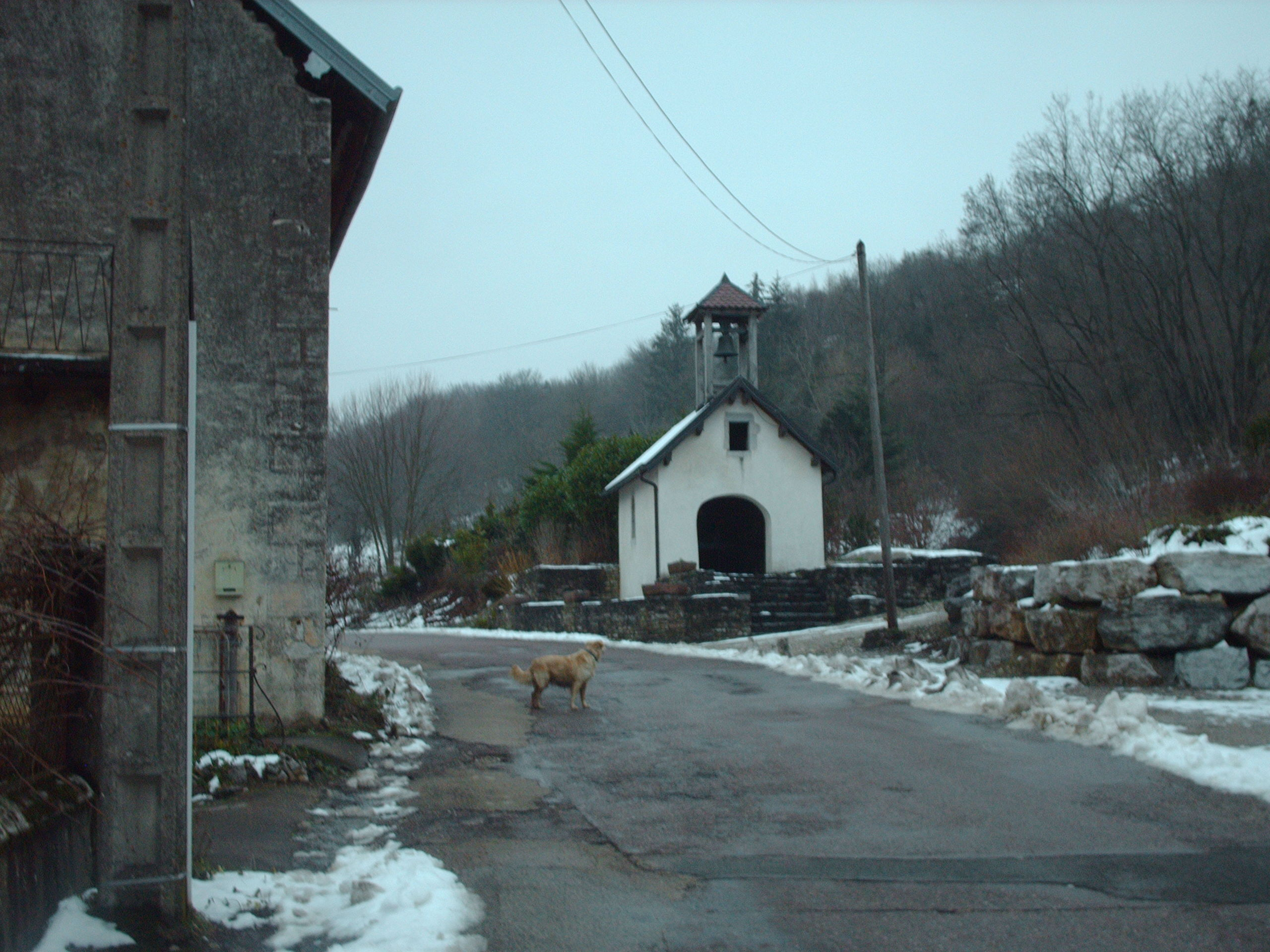
Romain, la chapelle.

### Oratoire
La chapelle de Notre-Dame-de-Pitié est située à l'entrée nord est du village. La construction de la route nationale a donné lieu à l'abattage du très gros chêne qui l'abritait. Une restauration de la fin du vingtième siècle a rendu le linteau sculpté illisible et la cloche muette. L'abbé Alfred Bouveresse a consigné l'inscription figurant sur le linteau de porte : JAG-SB.1774. Il s'agit du couple Jean-Antoine Goguey et Servoise Barbier, les donateurs. Une cloche de 115 kilos lui fut adjointe en 1872, elle ne porte pas de date mais l'inscription « Bénite par M. l'abbé Bague, curé de Romain-don de M. Joseph Goguey maire de Romain et de Mme Françoise Lugois son épouse. François Jh Bournez fondeur de cloches aux Fins de Morteau ». De l'autre côté, on lit « M. Emmanuel Humbert et Mme Joséphine Amiens son épouse bienfaiteurs de l'oratoire de Notre-Dame-de-Pitié ».
L'oratoire renferme une ancienne pietà et les modestes offrandes des fidèles

## Patrimoine naturel

### Relief karstique: les Baumes
De nombreuses grottes (baumes) sont bien connues des spéléologues, 31 cavités ont été recensées dont certaines ont disparu lors de l'exploitation de la carrière, parmi les plus notables on peut citer :

#### La grotte du Crotot
Ouverte en 1978 par le GSCB (Groupe spéléologique de Clerval - Baume-les-Dames), la grotte a été fermée pour assurer sa protection. Des dégradations (peinture, casse, projections de boue) ont été commises après effraction de la porte. Actuellement[évasif], elle peut être visitée en contactant le GSCB ou l'ASCR (Association spéléologique du canton de Rougemont). Des milliers de personnes ont pu la visiter depuis sa découverte, en particulier sous la houlette de Jean-Marie Brun, un des inventeurs de la cavité.
L'entrée permet de rejoindre le collecteur par un affluent de taille modeste (80 m). On peut suivre le collecteur vers l'amont sur près de 2 km, mais la visite est aquatique et peu facile. C'est vers l'aval que la visite classique se déroule, soit jusqu'à la salle du monument (environ 1 km), soit jusqu'à la salle terminale (environ 2 km). Les autres réseaux affluents ne sont pas visités à cause de leur vulnérabilité.
La visite classique ne présente aucune difficulté (80 cm d'eau au maximum). Le concrétionnement est extrêmement riche.
Corrections par Jérôme Gayet (GSCB), ayant participé à la désobstruction et à toute l'exploration de la cavité.

#### La grotte du Château d’eau
Elle présente un développement de 1 300 m et s'enfonce jusqu'à 53 m.

#### La grotte-perte de la Pucelle
Refuge des habitants en période de guerre et de pillages selon la tradition orale, cette cavité d'un développement de 5 mètres, constitue l'un des principaux affluents de la partie amont de la grotte du Crotot.

### La minéralogie
Particularité du canton, la présence de septaria, curiosité géologique régionale dont on peut voir une belle collection au musée de Rougemont.
Il s’agit de concrétions concentriques formées autour d’un animal marin ou de tout autre noyau.

### La flore
Sur la côte, la flore est particulièrement riche et diversifiée, on rapporte que l’ancien pharmacien de Rougemont venait à vélo, au milieu du XXe siècle, cueillir des simples dans la carrière.
Le bois se couvre au printemps de jonquilles (les campenottes) dont la vente constituait un revenu d’appoint appréciable avant qu’un arrêté municipal vienne en interdire la cueillette ; ainsi que de perce neige, et de scilles.
La pelouse sèche qui jouxte le bois abrite des orchidées, et du thym serpolet sur lequel volette le papillon bleu azuré du serpolet.
L'usine de pipes ROPP située à Baume les Dames utilisait pour sa production le bois des merisiers de Romain, les jeunes gens du village obtenaient du conseil municipal le droit de récolter les branches de merisier sur le terrain communal. L'usine avait coutume d'adresser onze pipes chaque année aux conseillers municipaux pour obtenir leur accord.